# فهرست آثار ملی شهرستان اصفهان
شهرستان اصفهان یکی از شهرستان‌های استان اصفهان است. مرکز این شهرستان، شهر اصفهان است. ۶۲٠ اثر از شهرستان اصفهان ثبت ملی شده است.

## آثار ثبت‌شده
| ردیف | نام اثر                                    | نگاره | دیرینگی                     | موقعیت | شمارهٔ ثبت | تاریخ ثبت  | منبع  |
| ---- | ------------------------------------------ | ----- | --------------------------- | --- | --------- | ---------- | ----- |
| ۱    | کلیسای وانک                                |       | قرن ۱۱ ق                    | چهارراه حکیم نظامی، خ نظر شرقی، ک کلیسا ۳۲°۳۸′۵٫۶″ شمالی ۵۱°۳۹′۲۰٫۷″ شرقی / ۳۲٫۶۳۴۸۸۹°شمالی ۵۱٫۶۵۵۷۵۰°شرقی           | ۸۵        | ۱۳۱۰/۱۰/۱۵ | [ ۱ ] |
| ۲    | مسجد جامع اصفهان                           |       | دیالمه (دیلمیان) - قرن ۴ ق  | میدان امام علی، سبزه میدان، خ‌ علامه مجلسی ۳۲°۴۰′۱۱″ شمالی ۵۱°۴۱′۷″ شرقی / ۳۲٫۶۶۹۷۲°شمالی ۵۱٫۶۸۵۲۸°شرقی               | ۹۵        | ۱۳۱۰/۱۰/۱۵ | [ ۲ ] |
| ۳    | مسجد علی و مناره سلجوفی آن                 |       | سلجوقیان - صفویه            | م امام علی، سبزه میدان، خ‌هارونیه                                                                                     | ۹۶        | ۱۳۱۰/۱۰/۱۵ |       |
| ۴    | دروازه درب کوشک اصفهان                     |       | قرن ۱۰ ق                    | خ مسجد سید، خ طیب | ۹۷        | ۱۳۱۰/۱۰/۱۵ |       |
| ۵    | مناره خواجه علم                            |       | تیموریان                    | م امام علی، سبزه میدان، خ‌هاتف                                                                                        | ۹۸        | ۱۳۱۰/۱۰/۱۵ |       |
| ۶    | مقبره سلطان سنجرملکشاه خواجه نظام‌الملک     |       | سلجوقیان - قرن ۱۳ ق         | م امام علی، سبزه میدان، خ ولی عصر، ک سلطان                                                                           | ۹۹        | ۱۳۱۰/۱۰/۱۵ |       |
| ۷    | مقبره باباقاسم                             |       | قرن ۸ ق                     | | ۱۰۰       | ۱۳۱۰/۱۰/۱۵ |       |
| ۸    | میدان شاه/ امام خمینی/ نقش جهان            |       | صفویه                       | دروازه دولت، خ سپه                                                                                                   | ۱۰۲       | ۱۳۱۰/۱۰/۱۵ |       |
| ۹    | نقاره خانه و سر در قیصریه/ شربت خانه       |       | صفویه                       | م نقش جهان ابتدای ورود به بازار                                                                                      | ۱۰۳       | ۱۳۱۰/۱۰/۱۵ |       |
| ۱۰   | عالی قاپو                                  |       | صفویه                       | اصفهان، میدان امام، برغربی میدان                                                                                     | ۱۰۴       | ۱۳۱۰/۱۰/۱۵ |       |
| ۱۱   | مسجد شیخ لطف‌الله                           |       | صفویه                       | م امام، جنب شرقی میدان                                                                                               | ۱۰۵       | ۱۳۱۰/۱۰/۱۵ |       |
| ۱۲   | تالار اشرف                                 |       | صفویه                       | خ سپه، خ استانداری                                                                                                   | ۱۰۶       | ۱۳۱۰/۱۰/۱۵ |       |
| ۱۳   | مسجد شاه (امام خمینی)                      |       | صفویه                       | میدان امام، سمت جنوبی میدان                                                                                          | ۱۰۷       | ۱۳۱۰/۱۰/۱۵ |       |
| ۱۴   | چهلستون                                    |       | صفویه                       | اصفهان، میدان امام، دروازه دولت                                                                                      | ۱۰۸       | ۱۳۱۰/۱۰/۱۵ |       |
| ۱۵   | چهار باغ                                   |       | صفویه                       | | ۱۰۹       | ۱۳۱۰/۱۰/۱۵ |       |
| ۱۶   | پل الله وردیخان/ سی‌وسه پل/ پل جل           |       | صفویه                       | م انقلاب، زاینده رود                                                                                                 | ۱۱۰       | ۱۳۱۰/۱۰/۱۵ |       |
| ۱۷   | پل بابا رکن الدین (پل خواجو)               |       | صفویه                       | میدان خواجو، زاینده رود                                                                                              | ۱۱۱       | ۱۳۱۰/۱۰/۱۵ |       |
| ۱۸   | مسجد شعیا و امامزاده اسماعیل               |       | سلجوقیان                    | میدان امام علی، سبزه میدان، خ‌هاتف                                                                                    | ۱۱۲       | ۱۳۱۰/۱۰/۱۵ |       |
| ۱۹   | مسجد سارو تقی                              |       | صفویه                       | م امام بازارچه حسن‌آباد کوی امامزاده                                                                                  | ۱۱۳       | ۱۳۱۰/۱۰/۱۵ |       |
| ۲۰   | مدرسه امامیر/ بابا قاسم                    |       | قرن ۸ ق                     | خ ابن سینا، چهار راه ابن سینا، کوچه بابا قاسم                                                                        | ۱۱۴       | ۱۳۱۰/۱۰/۱۵ |       |
| ۲۱   | مناره‌های دردشت                             |       | قرن ۷ و ۸ ق                 | خ ابن سینا، بازارچه دردشت، کوی دردشت                                                                                 | ۱۱۵       | ۱۳۱۰/۱۰/۱۵ |       |
| ۲۲   | مدرسه چهارباغ                              |       | صفویه                       | خ چهارباغ عباسی، ابتدای خ آمادگاه                                                                                    | ۱۱۶       | ۱۳۱۰/۱۰/۱۵ |       |
| ۲۳   | امامزاده جعفر                              |       | قرن ۸ ق (۷۲۶ق)              | میدان امام علی، سبزه میدان، خ‌هاتف                                                                                    | ۱۹۸       | ۱۳۱۲/۰۵/۰۹ |       |
| ۲۴   | مقبره بابا رکن الدین                       |       | صفویه                       | مجموعه تخت فولاد | ۲۰۱       | ۱۳۱۲/۰۵/۰۹ |       |
| ۲۵   | امامزاده درب امام                          |       | اسلامی                      | خ عبدالرزاق، بزرگراه حاج محمد جعفر                                                                                   | ۲۱۷       | ۱۳۱۳/۰۹/۲۲ |       |
| ۲۶   | سر در مسجد قطبیه                           |       | قرن ۱۰ ق                    | کاخ گنجینه چهل ستون                                                                                                  | ۲۱۸       | ۱۳۱۳/۰۹/۲۲ |       |
| ۲۷   | سر در و بقعه شیخ امیر مسعود                |       | قرن ۹ ق                     | م شهدا، خ چهارباغ پائین، کوچه شیخ ابوسعود                                                                            | ۲۱۹       | ۱۳۱۳/۰۹/۲۲ |       |
| ۲۸   | هارون ولایت                                |       | قرن ۱۰ ق                    | م امام علی، سبزه میدان، خ‌هارونیه                                                                                     | ۲۲۰       | ۱۳۱۳/۰۹/۲۲ |       |
| ۲۹   | مسجد ظلمات و آرامگاه میرعماد               |       | قرن ۱۱ ق                    | چهارراه شکرشکن، خ حافظ، چهارراه شترگلو                                                                               | ۲۲۱       | ۱۳۱۳/۰۹/۲۲ |       |
| ۳۰   | مقبره معروف به ستی فاطمه                   |       | قرن ۱۱ ق                    | خ کاشانی، روبروی بیمارستان کاشانی                                                                                    | ۲۲۲       | ۱۳۱۳/۰۹/۲۲ |       |
| ۳۱   | مسجد حکیم                                  |       | صفویه                       | خ عبد الرزاق، مسجد حکیم                                                                                              | ۲۲۳       | ۱۳۱۳/۰۹/۲۲ |       |
| ۳۲   | مدرسه ملا عبدالله                          |       | قرن ۱۱ ق                    | نقش جهان، بازار | ۲۲۴       | ۱۳۱۳/۰۹/۲۲ |       |
| ۳۳   | مسجد علیقلی‌آقا                             |       | ۱۲هجری                      | خ مسجد سید چهار سوق علیقلی آقا                                                                                       | ۲۲۵       | ۱۳۱۳/۰۹/۲۲ |       |
| ۳۴   | حمام علیقلی‌آقا                             |       | صفویه                       | خ مسجد سید، چهار سوق علی قلی آقا                                                                                     | ۲۲۶       | ۱۳۱۳/۰۹/۲۲ |       |
| ۳۵   | عمارت هشت بهشت                             |       | صفویه                       | خ چهارباغ عباسی، پارک هشت بهشت                                                                                       | ۲۲۷       | ۱۳۱۳/۰۹/۲۲ |       |
| ۳۶   | مناره چهل دختران/ گارلنگ                   |       | قرن ۶ ق                     | میدان قدس، طوقچی، خ سروش منار چهل دختران                                                                             | ۲۳۱       | ۱۳۱۴/۰۹/۱۵ |       |
| ۳۷   | مناره ساربان                               |       | سلجوقیان                    | چهاراره ابن سینا، خ آرامگاه کمال اسمائیل                                                                             | ۲۳۲       | ۱۳۱۴/۰۹/۱۵ |       |
| ۳۸   | مناره رهروان/ رادان                        |       | سلجوقیان                    | دهستان قهاب ۱۷ ک شرق اصفهان، روستای رهروان                                                                           | ۲۳۳       | ۱۳۱۴/۰۹/۱۵ |       |
| ۳۹   | امامزاده احمد (اصفهان)                     |       | صفویه                       | میدان نقش جهان، بارچه حسن‌آباد                                                                                        | ۲۳۴       | ۱۳۱۴/۰۹/۱۵ |       |
| ۴۰   | مقبره شیخ ابوالقاسم                        |       | قرن ۹ ق                     | روستای نصرآباد | ۲۳۵       | ۱۳۱۴/۰۹/۱۵ |       |
| ۴۱   | مناره و مسجد جمعه برسیان                   |       | قرن ۵ ق                     | دهستان بران شمالی، روستای برسیان                                                                                     | ۲۶۵       | ۱۳۱۵/۱۲/۱۲ |       |
| ۴۲   | مناره و مسجد جمعه گار                      |       | قرن ۶ ق                     | در چند کیلومتری شرقی شهر اصفهان روستای گار                                                                           | ۲۷۰       | ۱۳۱۵/۱۲/۱۲ |       |
| ۴۳   | مسجد ایلچی                                 |       | قرن ۱۱ ق                    | چهارراه شکرشکن، چهارراه احمدآباد                                                                                     | ۲۷۱       | ۱۳۱۵/۱۲/۱۲ |       |
| ۴۴   | مناره دارالضیافه                           |       | نیمه اول قرن ۸ ق            | چهارراه ابن سینا خ آرامگاه کمال اسماعیل                                                                              | ۲۷۲       | ۱۳۱۵/۱۲/۱۲ |       |
| ۴۵   | مسجد مصری                                  |       | اسلامی - قرن ۱۱ ق           | میدان قدس، طوقچی، کوچه مسجد مصری                                                                                     | ۲۷۳       | ۱۳۱۵/۱۲/۱۲ |       |
| ۴۶   | مسجد درب جوباره                            |       | قرن ۱۰ ق                    | میدان قیام سبزه میدان، بازار غار                                                                                     | ۲۷۴       | ۱۳۱۵/۱۲/۱۲ |       |
| ۴۷   | مسجد سرخی/ سفره چی                         |       | قرن ۱۱ ق                    | چهارباغ پائین، کوچه مسجد سرخی                                                                                        | ۲۷۵       | ۱۳۱۵/۱۲/۱۲ |       |
| ۴۸   | مسجد و مناره سین                           |       | قرن ۶ ق                     | دهستان برخوار، روستای سین، ۲۰ کیلومتری شمال                                                                          | ۲۸۱       | ۱۳۱۵/۱۲/۱۲ |       |
| ۴۹   | مناره زیار                                 |       | اواسط قرن ۶ ق               | بخش مرکزی، دهستان زیاد، ج.ش. اصفهان                                                                                  | ۲۸۵       | ۱۳۱۵/۱۲/۱۲ |       |
| ۵۰   | مسجد جارچی                                 |       | صفویه                       | خ عبدالرزاق، بازارچه نیم آورد، بازار بزرگ                                                                            | ۲۹۲       | ۱۳۱۶/۰۹/۲۹ |       |
| ۵۱   | مسجد لنبان                                 |       | صفویه                       | خ آیت الله بهشتی، کوچه مسجد لنبان                                                                                    | ۲۹۳       | ۱۳۱۶/۰۹/۲۹ |       |
| ۵۲   | امامزاده شاه زید                           |       | صفویه                       | خ بزرگمهر، خ شاه زید                                                                                                 | ۲۹۴       | ۱۳۱۶/۰۹/۲۹ |       |
| ۵۳   | مناره باغ قوشخانه                          |       | مغول                        | میدان قدس | ۳۱۳       | ۱۳۱۷/۰۸/۲۱ |       |
| ۵۴   | مدرسه جده کوچک                             |       | قرن ۱۱ ق                    | م نقش جهان، بازار بزرگ                                                                                               | ۳۱۴       | ۱۳۱۷/۰۸/۲۱ |       |
| ۵۵   | مسجد خان                                   |       | قرن ۱۱ ق                    | | ۳۲۷       | ۱۳۱۸/۱۱/۲۰ |       |
| ۵۶   | مسجد جامع کاج                              |       | مغول                        | دهستان بران شمالی، محله کاج، ج ش اصفهان                                                                              | ۳۲۸       | ۱۳۱۸/۱۱/۲۰ |       |
| ۵۷   | گنبد دشتی                                  |       | مغول                        | دهستان کراج، بخش مرکزی، دهستان دشتی، ج ش                                                                             | ۳۴۷       | ۱۳۲۱/۰۳/۲۰ |       |
| ۵۸   | منارجنبان                                  |       | مغول                        | ۶ کیلومتری غرب اصفهان، دهکده کارلادان                                                                                | ۳۴۹       | ۱۳۲۱/۰۳/۲۰ |       |
| ۵۹   | امامزاده حسین و امامزاده ابراهیم           |       | سلجوقیان                    | مقابل پل شهرستانک | ۳۵۰       | ۱۳۲۱/۰۳/۲۰ |       |
| ۶۰   | بقعه علاءالدین شهشهان                      |       | تیموریان                    | خ ابن سینا، ک مسجد صفا شهشهان                                                                                        | ۳۶۸       | ۱۳۲۷/۱۲/۰۲ |       |
| ۶۱   | مدرسه نیماور                               |       | صفویه                       | خ عبدالرزاق، بازارچه نیماور                                                                                          | ۳۷۸       | ۱۳۳۰/۰۹/۱۱ |       |
| ۶۲   | کاروان‌سرای گز                              |       | سلجوقیان                    | دهستان برخوار، دهستان گز، شمال اصفهان                                                                                | ۳۷۹       | ۱۳۳۰/۰۹/۱۱ |       |
| ۶۳   | آتشگاه                                     |       | ساسانی - اسلامی             | ۷ کیلومتری غرب اصفهان جاده نجف آباد واصفهان                                                                          | ۳۸۰       | ۱۳۳۰/۰۹/۱۱ |       |
| ۶۴   | مدرسه کاسه گران                            |       | صفویه                       | سبزه میدان، بازار ریسمان                                                                                             | ۳۸۶       | ۱۳۵۸/۰۳/۳۰ |       |
| ۶۵   | مسجد سید                                   |       | قاجاریه                     | محله بیدآباد، خیابان مسجد سید                                                                                        | ۳۸۷       | ۱۳۳۷/۰۳/۳۰ |       |
| ۶۶   | مسجد حاج محمد جعفرآباده ای                 |       | قرن ۱۳ ق                    | خ عبدالرزاق، بارازچه حاج محمد جعفر آباده ای                                                                          | ۳۸۸       | ۱۳۵۸/۰۳/۳۰ |       |
| ۶۷   | مسجد جامع هفت شویه                         |       | قرن ۷ ق                     | شهرستان بروجن، محله آیت الله‌زاده، خ آیت الله کاشانی                                                                  | ۴۳۰       | ۱۳۴۱/۱۲/۱۵ |       |
| ۶۸   | دو حمام تاریخی رمنان                       |       | صفویه                       | ۶ کیلومتری اصفهان، غرب اصفهان                                                                                        | ۸۲۵       | ۱۳۴۷/۱۰/۰۶ |       |
| ۶۹   | پل جی و شهرستان                            |       | ساسانی                      | روبروی تپه اشرف خ مشتاق                                                                                              | ۸۸۹       | ۱۳۴۸/۱۰/۰۱ |       |
| ۷۰   | مسجد ازیران                                |       | سلجوقیان                    | ۲۷ کیلومتری جنوب شرقی اصفهان، دهستان ازیران                                                                          | ۸۹۰       | ۱۳۴۸/۱۰/۰۱ |       |
| ۷۱   | تالار تیموری                               |       | تیموریان                    | خیابان سپه، چهارراه استانداری، مسجد حکیم                                                                             | ۸۹۱       | ۱۳۴۸/۱۰/۰۱ |       |
| ۷۲   | مدرسه جده بزرگ                             |       | صفویه                       | م. نقش جهان، بازار بزرگ                                                                                              | ۸۹۲       | ۱۳۴۸/۱۰/۰۱ |       |
| ۷۳   | مسجد و مدرسه شمس‌آباد                       |       | صفویه                       | خیابان شیخ بهایی | ۸۹۳       | ۱۳۴۸/۱۰/۰۱ |       |
| ۷۴   | بناهای تاریخی قریه تاج‌آباد/ عباس‌آباد       |       | اسلامی                      | در بین راه مورچه خورت به نطنز                                                                                        | ۸۹۸       | ۱۳۴۹/۰۴/۳۰ |       |
| ۷۵   | مجموعه بازار و کاروان‌سراهای ساروتقی        |       | صفویه                       | بازار بزرگ، چهارراه دروازه اشرف                                                                                      | ۹۰۳       | ۱۳۴۹/۰۹/۰۹ |       |
| ۷۶   | عصار خانه شیخ                              |       | اسلامی                      | کوچه شیخ بهایی، م امام علی، سبزه میدان                                                                               | ۹۰۵       | ۱۳۴۹/۰۸/۰۲ |       |
| ۷۷   | خانه مشیر الملک انصاری                     |       | صفویه                       | خیابان هاتف کوی مشیر ابتدای کوی هارونیه                                                                              | ۹۰۵       | ۱۳۸۸/۱۱/۱۹ |       |
| ۷۸   | امامزاده اسحق هرند                         |       | صفویه                       | مرکز دهستان، رود دشت، جنوب شرقی اصفهان                                                                               | ۹۳۰       | ۱۳۵۱/۰۸/۰۹ |       |
| ۷۹   | حمام خسروآقا                               |       | صفویه                       | خیابان سپه، نبش چهارراه مسجد حکیم                                                                                    | ۹۷۶       | ۱۳۵۳/۰۵/۰۱ |       |
| ۸۰   | خانه مارتا پیترز                           |       | صفویه                       | خیابان حکیم نظامی | ۹۹۰       | ۱۳۵۳/۰۶/۲۹ |       |
| ۸۱   | خانه حاج مصورالملکی                        |       | صفویه                       | خ طالقانی، ک سرتیپ، ک محله نو                                                                                        | ۹۹۱       | ۱۳۵۳/۰۶/۲۹ |       |
| ۸۲   | خانه اخوان حقیقی                           |       | صفویه                       | چهارراه تختی، چهارباغ پائین، کوچه پردیس                                                                              | ۹۹۲       | ۱۳۵۳/۰۶/۲۹ |       |
| ۸۳   | خانه کاظم اخوان خرازی                      |       | صفویه                       | محله باغ همایون، کوچه شیخ الاسلام                                                                                    | ۹۹۳       | ۱۳۵۳/۰۶/۲۹ |       |
| ۸۵   | خانه سوکیاسیان/ آزمایشگاه مرمت پرد         |       | صفویه                       | خیابان جلفا، محله تبریزها، ک سنگ‌تراشها                                                                               | ۹۹۴       | ۱۳۵۳/۰۶/۲۹ |       |
| ۸۶   | خانه جمال قدسیه                            |       | صفویه                       | خیابان عبدالرزاق، کوی درب قصر                                                                                        | ۹۹۶       | ۱۳۵۳/۰۶/۲۹ |       |
| ۸۷   | خانه شیخ الاسلام و شرکاء                   |       | صفویه                       | چهارراه تختی، کوی هتل پرشیا                                                                                          | ۹۹۷       | ۱۳۵۳/۰۶/۲۹ |       |
| ۸۸   | خانه رسول بقایی                            |       | صفویه                       | محله جویباره، خ آرامگاه                                                                                              | ۹۹۸       | ۱۳۵۳/۰۶/۲۹ |       |
| ۸۹   | خانه محمد تقی لواف                         |       | قاجاریه                     | کوچه عباس کنده‌ای سبزه میدان، قیام، خ‌هارونی                                                                           | ۹۹۹       | ۱۳۵۳/۰۶/۲۹ |       |
| ۹۰   | خانه بزرگزاد                               |       | صفویه                       | کوچه مظاهری، خیابان طالقانی                                                                                          | ۱۰۰۰      | ۱۳۵۳/۰۶/۲۹ |       |
| ۹۱   | خانه محمدباقر نیلفروشان                    |       | قاجاریه                     | محله دردشت | ۱۰۰۱      | ۱۳۵۳/۰۶/۲۹ |       |
| ۹۲   | خانه حاج عبدالرسول روحانی                  |       | صفویه                       | خیابان ابن سینا، کوچه کدخدا                                                                                          | ۱۰۰۲      | ۱۳۵۳/۰۶/۲۹ |       |
| ۹۳   | عصارخانه شاه                               |       | صفویه                       | بازار بزرگ اصفهان | ۱۰۸۵      | ۱۳۵۴/۰۴/۲۵ |       |
| ۹۴   | خانه مشیرالملک انصاری                      |       | صفویه                       | خیابان هاتف کوی مشیر ابتدای هارونیه                                                                                  | ۹۰۵       | ۱۳۸۸/۱۱/۱۹ |       |
| ۹۵   | خانه هریتاش یا خانه مرحوم مجردیان          |       | اواخر صفویه                 | کوچه کدخدا خیابان ابن سینا                                                                                           | ۱۰۹۸      | ۱۳۵۴/۰۷/۲۰ |       |
| ۹۶   | خانه قدیمی بهروز                           |       | صفویه                       | کوی گرگ یراقها، چهار باغ پائین                                                                                       | ۱۰۹۹      | ۱۳۵۴/۰۷/۰۷ |       |
| ۹۷   | خانه حاج حسن صراف                          |       | اواخر صفویه                 | خیابان خواجه، چهار سو اجری                                                                                           | ۱۱۰۰      | ۱۳۵۴/۰۷/۰۷ |       |
| ۹۸   | خانه حاج حسین کامیابی                      |       | اواخر صفویه                 | کوچه باغ جنت خیابان رضا پهلوی                                                                                        | ۱۱۰۱      | ۱۳۵۴/۰۷/۰۷ |       |
| ۹۹   | خانه سید جواد نایل                         |       | اواخر صفویه                 | محله طوقچی، کوچه مسجد مصری                                                                                           | ۱۱۰۲      | ۱۳۵۴/۰۷/۰۷ |       |
| ۱۰۰  | خانه روغنی (صفویه)                         |       | اوائل صفویه                 | سبزه میدان هارونیه، جنب آسیاب نعمت                                                                                   | ۱۱۰۳      | ۱۳۵۴/۰۷/۰۷ |       |
| ۱۰۱  | خانه رنگرزها                               |       | اواخر صفویه                 | جوی باریکه، سنبلستان                                                                                                 | ۱۱۰۴      | ۱۳۵۴/۰۷/۰۷ |       |
| ۱۰۲  | منزل عنایتی                                |       | اواخر صفویه                 | خیابان ابن سینا، کوچه بناها                                                                                          | ۱۱۰۵      | ۱۳۵۴/۰۷/۰۷ |       |
| ۱۰۳  | خانه لوافی نژاد                            |       | صفویه                       | احمدآباد، کوچه نواب                                                                                                  | ۱۱۰۶      | ۱۳۵۴/۰۷/۰۷ |       |
| ۱۰۴  | خانه حاج حسن                               |       | اواخر صفویه                 | کوچه مسجد ذوالفقار، بازار شاه                                                                                        | ۱۱۰۷      | ۱۳۵۴/۰۷/۰۷ |       |
| ۱۰۵  | خانه مرتضی عاصمی                           |       | سلجوقیان                    | کوی دو مناره دارالضیافه، محل جویباره                                                                                 | ۱۱۰۸      | ۱۳۵۴/۰۷/۰۷ |       |
| ۱۰۶  | حمام شاهزاده‌ها                             |       | اواخر صفویه                 | خ مسجد حکیم، کوچه شاهزاده‌ها                                                                                          | ۱۱۱۵      | ۱۳۵۴/۰۸/۰۱ |       |
| ۱۰۷  | خانه حاج محمد حسین بازاردوز                |       | قاجاریه - قرن ۱۳ ق          | کوچه صرافها، خیابان چهار باغ پائین                                                                                   | ۱۱۳۵      | ۱۳۵۴/۰۹/۱۸ |       |
| ۱۰۹  | خانه شاطر اسماعیل شماعیان                  |       | قاجاریه - قرن ۱۳ ق          | کوچه گلدسته، خیابان ابن سینا                                                                                         | ۱۱۳۶      | ۱۳۵۴/۰۹/۱۸ |       |
| ۱۱۰  | خانه مرحوم فانی                            |       | قاجاریه - قرن ۱۳ ق          | خ عبدالرزاق، کوی قزوینی‌ها، کوی حاج محمد جعفر                                                                         | ۱۱۳۷      | ۱۳۵۴/۰۹/۱۸ |       |
| ۱۱۱  | خانه رضا نبوی نژاد                         |       | قاجاریه - قرن ۱۳ ق          | کوچه خیاط‌ها، خیابان عبدالرزاق                                                                                        | ۱۱۳۸      | ۱۳۵۴/۰۹/۱۸ |       |
| ۱۱۲  | خانه حسین صیرفی                            |       | قاجاریه - قرن ۱۳ ق          | کوچه صرافها، خیابان چهارباغ، بن‌بست شیدا                                                                              | ۱۱۳۹      | ۱۳۵۴/۰۹/۱۸ |       |
| ۱۱۳  | خانه تقی بازار دوز                         |       | قاجاریه - قرن ۱۳ ق          | کوچه صرافها، خیابان چهارباغ                                                                                          | ۱۱۴۰      | ۱۳۵۴/۰۹/۱۸ |       |
| ۱۱۴  | خانه غلامرضاخان مظاهری                     |       | قرن ۱۳ ق                    | کوچه سرتیپ، خیابان طالقانی، کوی مظاهری                                                                               | ۱۱۴۱      | ۱۳۵۴/۰۹/۱۸ |       |
| ۱۱۵  | خانه رجالی                                 |       | قاجاریه - قرن ۱۳ ق          | خیابان چهارباغ پائین، کوی حاج رسولی‌ها                                                                                | ۱۱۴۲      | ۱۳۵۴/۰۹/۱۸ |       |
| ۱۱۶  | خانه آرومارتروسیان                         |       | قاجاریه - قرن ۱۳ ق          | کوچه شیره کشخانه، خیابان حکیم نظامی                                                                                  | ۱۱۴۳      | ۱۳۵۴/۰۹/۱۸ |       |
| ۱۱۷  | خانه حاج میرزا عبدالعلیخان ساوجی           |       | قاجاریه - قرن ۱۳ ق          | خ طالقانی، کوچه محله نو                                                                                              | ۱۱۴۴      | ۱۳۵۴/۰۹/۱۸ |       |
| ۱۱۸  | خانه حاج محمد جواد زرگر                    |       | قاجاریه - قرن ۱۳ ق          | کوچه قزوینی‌ها، خیابان عبدالرزاق                                                                                      | ۱۱۴۵      | ۱۳۵۴/۰۹/۱۸ |       |
| ۱۱۹  | خانه حاج احمد کهرنگی                       |       | قاجاریه - قرن ۱۳ ق          | خ مسجد حکیم، کوچه پشت مسجد حکیم                                                                                      | ۱۱۴۶      | ۱۳۵۴/۰۹/۱۸ |       |
| ۱۲۰  | خانه محمود سرتیپی                          |       | قرن ۱۳ ق                    | خ ملک، در بن‌بست عبداللهی کوی پاقلعه                                                                                  | ۱۱۴۷      | ۱۳۵۴/۰۹/۱۸ |       |
| ۱۲۱  | خانه دکتر پناهنده                          |       | اواخر قاجار - قرن ۱۳ ق      | بازارچه حاج محمد علی خیابان چهار باغ                                                                                 | ۱۱۴۸      | ۱۳۵۴/۰۹/۱۸ |       |
| ۱۲۲  | خانه سید علی مجلسی                         |       | قرن ۱۳ ق                    | کوچه آرد فروشان، خیابان عبدالرزاق                                                                                    | ۱۱۴۹      | ۱۳۴۵/۰۹/۱۸ |       |
| ۱۲۳  | خانه حاج میرزا حسن توتونچی                 |       | قرن ۱۳ ق                    | انتهای کوچه ابواسحاقیه، میدان قیام، سبزه میدان                                                                       | ۱۱۵۰      | ۱۳۴۵/۰۹/۱۸ |       |
| ۱۲۴  | خانه امام جمعه                             |       | قرن ۱۳ ق                    | کوچه مسجد جامع، میدان قیام، سبزه میدان                                                                               | ۱۱۵۱      | ۱۳۴۵/۰۹/۱۸ |       |
| ۱۲۵  | خانه کلاهدوزها                             |       | قرن ۱۳ (۱۲۷۱ق)              | خیابان عبدالرزاق، بازارچه حاج محمدجعفر                                                                               | ۱۱۵۲      | ۱۳۴۵/۰۹/۱۸ |       |
| ۱۲۶  | خانه اکبر طوسی‌زاده                         |       | قرن ۱۳ ق                    | خ طالقانی، کوچه محله نو                                                                                              | ۱۱۵۳      | ۱۳۴۵/۰۹/۱۸ |       |
| ۱۲۷  | خانه عباس بدری                             |       | قرن ۱۳ ق                    | خ طالقانی، کوچه محله نو پشت مسجد رحیم خان                                                                            | ۱۱۵۴      | ۱۳۴۵/۰۹/۱۸ |       |
| ۱۲۸  | خانه آقای عبائیان                          |       | قرن ۱۳ ق                    | کوچه حاج محمدحسن تختی، خیابان عبدالرزاق                                                                              | ۱۱۵۵      | ۱۳۵۴/۰۹/۱۸ |       |
| ۱۲۹  | خانه میرزا شفیع مشکی                       |       | قرن ۱۳ ق                    | خ عبدالرزاق، ک سینه پایینی                                                                                           | ۱۱۵۶      | ۱۳۵۴/۰۹/۱۸ |       |
| ۱۳۰  | خانه مهدی مشگی                             |       | قرن ۱۳ ق                    | خیابان عبدالرزاق محله سینه پائینی                                                                                    | ۱۱۵۷      | ۱۳۵۴/۰۹/۱۸ |       |
| ۱۳۱  | خانه حاج میرزا عباس سمسارزاده              |       | قرن ۱۴ (۱۳۲۱ق)              | کوچه چهارباغ پائین، ک حکیم داوود                                                                                     | ۱۱۵۸      | ۱۳۵۴/۰۹/۱۸ |       |
| ۱۳۲  | خانه زاول/ زاون                            |       | قرن ۱۳ ق                    | خ حکیم نظامی، کوچه سنگتراشها                                                                                         | ۱۱۵۹      | ۱۳۵۴/۰۹/۱۸ |       |
| ۱۳۳  | خانه حاج اکبر آقا                          |       | قرن ۱۳ ق                    | کوچه حاج رسولیها، خیابان چهار باغ                                                                                    | ۱۱۶۰      | ۱۳۵۴/۰۹/۱۸ |       |
| ۱۳۴  | خانه دوم حاج حسن غفوری - میراث فرهنگی      |       | قرن ۱۳ ق                    | خ ابن سینا، ک مسجد صفا                                                                                               | ۱۱۶۱      | ۱۳۵۴/۰۹/۱۸ |       |
| ۱۳۵  | خانه فرج‌الله خان کیوان                     |       | قرن ۱۳ ق                    | کوچه دشتیان، خیابان چهارباغ                                                                                          | ۱۱۶۲      | ۱۳۵۴/۰۹/۱۸ |       |
| ۱۳۶  | خانه ناظریان/ فضل‌الله آبدار                |       | قرن ۱۳ ق                    | کوچه نمکی، خیابان‌هاتف                                                                                                | ۱۱۶۳      | ۱۳۵۴/۰۹/۱۸ |       |
| ۱۳۷  | خانه صالحی                                 |       | قرن ۱۳ ق                    | کوچه حاج رسولیها، چهار باغ پائین                                                                                     | ۱۱۶۴      | ۱۳۵۴/۰۹/۱۸ |       |
| ۱۳۸  | خانه شهید اول                              |       | قرن ۱۳ ق                    | کوچه ابواسحاقیه، مسجد جامع                                                                                           | ۱۱۶۵      | ۱۳۵۴/۰۹/۱۸ |       |
| ۱۳۹  | خانه غفوریان                               |       | قرن ۱۳ ق                    | کوچه گرگ یراقها، چهارباغ پائین                                                                                       | ۱۱۶۶      | ۱۳۵۴/۰۹/۱۸ |       |
| ۱۴۰  | خانه سرهنگ وثیق                            |       | قاجاریه                     | میدان کهنه خیابان‌هارونیه، کوچه حمام شیر                                                                              | ۱۲۵۱      | ۱۳۵۴/۰۹/۱۸ |       |
| ۱۴۱  | انگورستان ملک                              |       | قاجاریه                     | محله پاقلعه خیابان ملک                                                                                               | ۱۲۵۲      | ۱۳۵۴/۰۹/۱۸ |       |
| ۱۴۲  | خانه اکبر موسویار                          |       | قاجاریه                     | بخش ۳، کوچه بازار مرغی پلاک ۱                                                                                        | ۱۲۷۹      | ۱۳۵۴/۰۹/۲۸ |       |
| ۱۴۳  | خانه امین التجار                           |       | قاجاریه                     | خیابان عبدالرزاق | ۱۲۸۰      | ۱۳۵۴/۰۹/۲۸ |       |
| ۱۴۴  | خانه ورثه مرحوم علی آقا زرگر               |       | قاجاریه                     | حمام وزیر، کوچه قزوینیها                                                                                             | ۱۲۸۱      | ۱۳۵۴/۰۹/۲۸ |       |
| ۱۴۵  | پل چوبی                                    |       | صفویه                       | اصفهان بین پلهای الله وردیخان و خواجو                                                                                | ۱۳۰۵      | ۱۳۵۵/۰۹/۲۲ |       |
| ۱۴۶  | مسجد ورزنه                                 |       | قرن ۶ و ۷ ق                 | دهستان رود دشت، ۱۲۰ ج. ش اصفهان                                                                                      | ۱۳۱۱      | ۱۳۵۵/۱۰/۲۰ |       |
| ۱۴۷  | مجموعه بناهای تاریخی قریه شاه کرم          |       | اواخر صفویه - قرن ۸ ق       | دهستان رود دشت، ج.ش. اصفهان                                                                                          | ۱۳۱۳      | ۱۳۵۵/۰۹/۰۸ |       |
| ۱۴۸  | آرامگاه صائب                               |       | پهلوی                       | خ بهشتی، خ صائب | ۱۳۳۲      | ۱۳۵۵/۱۱/۲۰ |       |
| ۱۴۹  | منزل رحیم یداللهی                          |       | قاجاریه                     | خ ابن سینا، کوچه صرافها                                                                                              | ۱۳۴۱      | ۱۳۵۶/۰۳/۰۲ |       |
| ۱۵۰  | پل ورزنه                                   |       | صفویه                       | دهستان رود دشت، ۱۲۰ کیلومتری ج. ش اصفهان                                                                             | ۱۴۳۴      | ۱۳۵۷/۰۷/۰۷ |       |
| ۱۵۱  | مسجد رکن الملک                             |       | قرن ۱۳ ق                    | مجموعه تخت فولاد | ۱۶۰۴      | ۱۳۵۷/۰۲/۲۵ |       |
| ۱۵۲  | خانه عباس بهشتیان                          |       | صفویه                       | خیابان عبدالرزاق، کوچه شیخ بهائی                                                                                     | ۱۶۴۱      | ۱۳۶۲/۰۵/۰۲ |       |
| ۱۵۳  | تکیه میر فندرسکی                           |       | صفویه                       | تخت فولاد | ۱۶۷۶      | ۱۳۶۴/۰۴/۱۶ |       |
| ۱۵۴  | برجهای جنوبغربی وشرقی باغ هزارجریب         |       | صفویه                       | باغ هزار جریب، دروازه شیراز، چهارباغ بالا                                                                            | ۱۶۹۸      | ۱۳۶۴/۰۹/۱۷ |       |
| ۱۵۵  | ساختمان اداره آمار و ثبت احوال             |       | صفویه - قاجاریه             | خیابان استانداری | ۱۷۰۳      | ۱۳۶۴/۰۹/۱۷ |       |
| ۱۵۶  | بنای استانداری (رشک جنان)                  |       | صفویه - قاجاریه             | دروازه دولت، خ استانداری                                                                                             | ۱۷۱۰      | ۱۳۶۴/۱۲/۲۵ |       |
| ۱۵۷  | توحید خانه                                 |       | صفویه                       | خ سپه، انتهای بنای عالی قاپو، دانشکده پردیس                                                                          | ۱۷۱۳      | ۱۳۶۵/۰۳/۲۵ |       |
| ۱۵۸  | مقبره آقا                                  |       | قاجاریه                     | باب الدشت | ۱۷۱۴      | ۱۳۶۴/۰۹/۱۷ |       |
| ۱۵۹  | کاروان‌سرای چاله سیاه                       |       | صفویه                       | روستای جهادآباد | ۱۷۱۶      | ۱۳۶۴/۱۲/۲۵ |       |
| ۱۶۰  | تخت فولاد                                  |       | قرن ۸ ق                     | حد فاصل خ فیض و سجاد                                                                                                 | ۱۷۳۵      | ۱۳۷۵/۰۳/۲۶ |       |
| ۱۶۱  | مسجد محله نو قلعه                          |       | صفویه - قاجاریه             | خ طالقانی، محله نو                                                                                                   | ۱۷۳۷      | ۱۳۷۵/۰۴/۱۱ |       |
| ۱۶۲  | خانه دکتر رضا اعلم                         |       | قاجاریه                     | خ عبدالرزاق محله پشت بارو، بمبست زرگر                                                                                | ۱۷۵۲      | ۱۳۷۵/۰۷/۱۸ |       |
| ۱۶۳  | حمام وزیر                                  |       | صفویه                       | محله تاریخی دردشت، بازار جعفر آباده                                                                                  | ۱۷۵۳      | ۱۳۷۵/۰۷/۱۸ |       |
| ۱۶۴  | مدرسه جلالیه                               |       | صفویه                       | محله احمدآباد، روبروی خ گلزار                                                                                        | ۱۷۵۴      | ۱۳۷۵/۰۷/۱۸ |       |
| ۱۶۵  | مسجد صفا                                   |       | قاجاریه                     | محله شهشهان، مجاور بقعه شهشهان                                                                                       | ۱۷۵۵      | ۱۳۷۵/۰۷/۱۸ |       |
| ۱۶۶  | خانه جلالی                                 |       | صفویه - قاجاریه - معاصر     | خ عبدالرزاق کوچه ابواسحاقیه مجاورمسجد                                                                                | ۱۷۵۶      | ۱۳۷۵/۰۷/۱۸ |       |
| ۱۶۷  | مسجد جامع خوزان                            |       | ایلخانیان - صفویه - قاجاریه | خمینی شهر، محله فتح‌آباد، خ شریعتی                                                                                    | ۱۷۶۱      | ۱۳۷۵/۰۸/۲۶ |       |
| ۱۶۸  | تپه اشرف                                   |       | صفویه - اوایل قاجار         | شرق کرانه زاینده رودمجاورپل شهرستان                                                                                  | ۱۷۷۰      | ۱۳۷۵/۰۸/۲۶ |       |
| ۱۶۹  | مجموعه مدرسه و مسجد صدر خواجو              |       | قاجاریه                     | محله خواجوی اصفهان، حاشیه خ چهار                                                                                     | ۱۷۷۳      | ۱۳۷۵/۰۹/۱۲ |       |
| ۱۷۰  | خانه ورثه بهبهانی                          |       | قاجاریه (۱۲۳۰ ق)            | خیابان احمدابادکوچه خواجه نظام الملک                                                                                 | ۱۷۹۴      | ۱۳۷۵/۰۹/۱۹ |       |
| ۱۷۱  | خانه اول حاج حسن غفوری                     |       | قاجاریه                     | خ ابن سیناکوچه مسجدجامع صفامیدان شهشه                                                                                | ۱۷۹۵      | ۱۳۷۵/۰۹/۱۹ |       |
| ۱۷۲  | خانه سید کاظم اعرابی                       |       | صفویه                       | خ ولی عصرمقابل شهرداری منطقه سه کوچه سلطان سنجر                                                                      | ۱۸۱۸      | ۱۳۷۵/۱۰/۰۵ |       |
| ۱۷۳  | خانه سرهنگ بخردی                           |       | قاجاریه                     | خیابان چهار باغ پائین، کوی مسجدها جنب حاج رسولی‌ها                                                                    | ۱۸۱۹      | ۱۳۷۵/۱۰/۰۵ |       |
| ۱۷۴  | خانه صیفور قاسمی                           |       | قاجاریه                     | خ مسجدحکیم، کوچه مسجدحاج آقارحیم                                                                                     | ۱۸۴۳      | ۱۳۷۵/۱۱/۲۴ |       |
| ۱۷۵  | خانه منصوریان/ قنادان                      |       | اواخر قاجار                 | محله احمدآباد، کوچه امامزاده اسماعیل                                                                                 | ۱۸۴۴      | ۱۳۷۵/۱۱/۲۴ |       |
| ۱۷۶  | خانه علامه فانی                            |       | قاجاریه                     | محله جوباره، خ ولیعصر، کوچه سلطان سنجر                                                                               | ۱۸۴۵      | ۱۳۷۵/۱۱/۲۴ |       |
| ۱۷۷  | خانه استاد جلال الدین همایی                |       | قاجاریه                     | محله پاقلعه -خ نشاط بین شکرشکن وچهارراه                                                                              | ۱۹۰۳      | ۱۳۷۶/۰۵/۱۳ |       |
| ۱۷۸  | حمام شاه علی                               |       | صفویه                       | محله جماله، کوچه حمام شاه علی پلاک ۵۳                                                                                | ۱۹۰۴      | ۱۳۷۶/۰۵/۱۱ |       |
| ۱۷۹  | مسجد دروازه نو                             |       | قاجاریه                     | خ عبدالرزاق، محله دروازه نو، کوچه تل عاشقان                                                                          | ۱۹۰۵      | ۱۳۷۶/۰۵/۱۱ |       |
| ۱۸۰  | خانه خواجه پطروس                           |       | صفویه                       | محله جلفا، خ حکیم نظامی بن‌بست یاس                                                                                    | ۱۹۰۶      | ۱۳۷۶/۰۵/۱۱ |       |
| ۱۸۱  | خانه رضا حسن الحسینی/ صدر                  |       | اسلامی - قاجاریه            | محله دردشت خ ابن سیناجنب حسینیه بنی                                                                                  | ۱۹۰۷      | ۱۳۷۶/۰۵/۱۳ |       |
| ۱۸۲  | مدرسه شفیعیه                               |       | صفویه                       | خ ابن سینا، محله دردشت کوچه پا گلدسته                                                                                | ۱۹۰۸      | ۱۳۷۶/۰۵/۱۱ |       |
| ۱۸۳  | مسجد تل عاشقان                             |       | قاجاریه                     | محله تل عاشقان، کوچه شهید مامن پوش                                                                                   | ۱۹۰۹      | ۱۳۷۶/۰۵/۱۱ |       |
| ۱۸۴  | مسجد آقا نور                               |       | صفویه                       | محله تاریخی دردشت کوچه مسجد آقا نور                                                                                  | ۱۹۷۱      | ۱۳۷۷/۰۱/۱۶ |       |
| ۱۸۵  | امامزاده عبدالمومن (ع)                     |       | صفویه                       | جنوب شرقی حبیب آباد محله پائین                                                                                       | ۱۹۷۲      | ۱۳۷۷/۰۱/۱۲ |       |
| ۱۸۶  | خانه آیت الله مدرس                         |       | قاجاریه                     | ۱۸ کیلومتری شرق اردستان روستای سرابه                                                                                 | ۱۹۷۴      | ۱۳۷۷/۰۱/۱۶ |       |
| ۱۸۷  | خانه کریمی                                 |       | صفویه - قاجاریه             | خ‌هاتف، پشت امامزاده، محله خوشنیان، بمبست گلشن                                                                        | ۱۹۷۵      | ۱۳۷۷/۰۱/۱۶ |       |
| ۱۸۸  | قصر جمیلان سنبلستان                        |       | صفویه                       | سنبلستان، خ عبدالرزاق، کوی درب قصر                                                                                   | ۱۹۸۹      | ۱۳۷۷/۰۱/۱۶ |       |
| ۱۸۹  | مسجد نو بازار                              |       | قاجاریه                     | بازار بزرگ، بازار نیم آورد                                                                                           | ۱۹۹۷      | ۱۳۷۷/۰۲/۰۱ |       |
| ۱۹۰  | خانه ارسطوئی                               |       | قاجاریه                     | محله قصر منشی، خ نشاط                                                                                                | ۲۰۰۷      | ۱۳۷۷/۰۲/۱۲ |       |
| ۱۹۱  | مدرسه نجفی                                 |       | قاجاریه                     | محله حسن آبادبازارچه حسن آبادکوچه امامزاده                                                                           | ۲۰۰۸      | ۱۳۷۷/۰۲/۱۲ |       |
| ۱۹۲  | حمام شیخ بهائی                             |       | صفویه - قاجاریه             | محله قدیمی نظامیه خ عبدالرازق ک شیخ بهائی                                                                            | ۲۰۶۳      | ۱۳۷۷/۰۴/۲۹ |       |
| ۱۹۳  | امامزاده بابا پیر محمود جابر انصاری        |       | اسلامی                      | ۱۵ کیلومتری جنوب اصفهان روستای گیچی                                                                                  | ۲۱۰۵      | ۱۳۷۷/۰۶/۱۸ |       |
| ۱۹۴  | خانه هوسپ امیرخان (حاج حسین آقاداودی)      |       | اوائل صفویه                 | اصفهان جلفا، خیابان تبریزیهاکوچه آقا داودی                                                                           | ۲۱۱۴      | ۱۳۷۷/۰۶/۱۸ |       |
| ۱۹۵  | بازار قیصریه و بازار چیت سازها             |       | صفویه                       | جبهه شمالی میدان نقش امام، نقش جهان                                                                                  | ۲۱۱۷      | ۱۳۷۷/۰۶/۱۶ |       |
| ۱۹۶  | مدرسه ترکها                                |       | صفویه                       | محله درب کوشک خ مسجد سید، خ طیب                                                                                      | ۲۱۲۲      | ۱۳۷۷/۰۷/۱۲ |       |
| ۱۹۷  | مسجد الیادران (الرحمن)                     |       | قاجاریه                     | محله الیادران، خ شاهپور، کوچه الیادران                                                                               | ۲۱۲۳      | ۱۳۷۷/۰۷/۱۲ |       |
| ۱۹۸  | مسجد رحیم خان/ سید محمد حسن مدرس           |       | قاجاریه                     | محله نو نارون کوچه مسجدرحیم خان                                                                                      | ۲۱۲۴      | ۱۳۷۷/۰۷/۱۲ |       |
| ۱۹۹  | مسجد پا درخت سوخته/ حاج قاسم علاف          |       | صفویه                       | محله باغچه عباسی بازارچه باغچه عباسی                                                                                 | ۲۱۲۵      | ۱۳۷۷/۰۷/۱۲ |       |
| ۲۰۰  | مسجد حاج رضا                               |       | قاجاریه                     | خیابان عبدالرزاق کوی مسجد حاج رضا                                                                                    | ۲۱۴۴      | ۱۳۷۷/۰۸/۰۹ |       |
| ۲۰۱  | مسجد شیره پزها                             |       | اوایل قرن ۱۲ ق              | خ، جمال الدین عبدالرزاق بازار نظامیه                                                                                 | ۲۱۵۳      | ۱۳۷۷/۰۸/۲۰ |       |
| ۲۰۲  | مسجد خیاط‌ها                                |       | صفویه                       | خیابان جمال الدین عبدالرزاق بازار خیاطها                                                                             | ۲۱۵۴      | ۱۳۷۷/۰۵/۲۰ |       |
| ۲۰۳  | مسجد شیخ علیخان زنگنه                      |       | صفویه                       | خیابان ملک محله شیخ علیخان                                                                                           | ۲۱۵۵      | ۱۳۷۷/۰۸/۲۰ |       |
| ۲۰۴  | خانه استپانیان                             |       | صفویه                       | محله جلفا، خ، دقیقی کوچه عبدی                                                                                        | ۲۴۱۴      | ۱۳۷۸/۰۶/۳۰ |       |
| ۲۰۵  | ارگ حکومتی صفوی                            |       | قرن پنجم تا سیزدهم          | غرب میدان امام ودر فاصله بدنه غربی میدان تا چهارباغ                                                                  | ۲۶۴۳      | ۱۳۷۸/۱۲/۲۵ |       |
| ۲۰۶  | مدرسه صدر بازار                            |       | قاجاریه                     | بازار بزرگ دروزاه اشرف                                                                                               | ۲۶۹۴      | ۱۳۷۹/۰۳/۱۷ |       |
| ۲۰۷  | مسجد شیشه                                  |       | صفویه                       | محله باغ قلندر کوچه باغ قلندرها                                                                                      | ۲۶۹۵      | ۱۳۷۹/۰۳/۱۷ |       |
| ۲۰۸  | مدرسه شیشه                                 |       | صفویه                       | محله قلندرها کوچه قلندرها                                                                                            | ۲۶۹۶      | ۱۳۷۹/۰۳/۱۷ |       |
| ۲۰۹  | کاروان‌سرای برسیان                          |       | صفویه                       | ۲۵ ک جاده اصفهان زیار روستای برسیان                                                                                  | ۲۶۹۷      | ۱۳۷۹/۰۳/۱۷ |       |
| ۲۱۰  | کاروان‌سرای کوهپایه                         |       | صفویه                       | کیلومتر ۷۴ جاده نائین                                                                                                | ۲۶۹۸      | ۱۳۷۹/۰۳/۱۷ |       |
| ۲۱۱  | کاروان‌سرای قلعه شور                        |       | قاجاریه                     | ۲۱ ک جنوب شرقی اصفهان روستای قلعه                                                                                    | ۲۶۹۹      | ۱۳۷۹/۰۳/۱۷ |       |
| ۲۱۲  | کاروان‌سرای سگزی                            |       | صفویه                       | ۴۲ ک جاده نائین روستای سگزی                                                                                          | ۲۷۰۰      | ۱۳۷۹/۰۳/۱۷ |       |
| ۲۱۳  | قنات عمومی وزوان                           |       | ساسانی                      | وزوان جاده اصفهان به تهران ۵ ک شهر                                                                                   | ۲۹۶۲      | ۱۳۷۹/۱۰/۲۸ |       |
| ۲۱۴  | خانه همدانیان                              |       | قاجاریه                     | شهرستان اصفهان، خ چهارباغ، حد فاصل بحبی خان و خ باغ زرشک                                                             | ۳۶۸۹      | ۱۳۷۹/۱۲/۲۵ |       |
| ۲۱۵  | خانه شریف                                  |       | قاجاریه                     | اصفهان، محله دارالیطیحخ، خ ولیعصر ک اژه ای‌ها پ ۱۸                                                                    | ۳۹۵۶      | ۱۳۸۰/۰۷/۱۰ |       |
| ۲۱۶  | مدرسه اسماعیلیه                            |       | صفویه                       | استان اصفهان، شهرستان اصفهان، محله قصر منشی، خیابان نشاط، کوچه باروت کوبها                                           | ۴۶۹۸      | ۱۳۸۰/۱۰/۱۱ |       |
| ۲۱۷  | گورستان ارامنه                             |       | صفویه                       | استان اصفهان، شهرستان اصفهان، از شرق به اراضی دانشگاه اصفهان                                                         | ۴۶۹۹      | ۱۳۸۰/۱۰/۱۱ |       |
| ۲۱۸  | خانه داوید                                 |       | صفویه                       | استان اصفهان، جلفای اصفهان محله قینان                                                                                | ۴۷۰۰      | ۱۳۸۰/۱۰/۱۱ |       |
| ۲۱۹  | قلعه بیاضه                                 |       | ساسانی - اسلامی             | استان اصفهان، شهرستان نایین، ۶۰ کیلومتری شهرخور، روستای بیاضه                                                        | ۴۷۰۱      | ۱۳۸۰/۱۰/۱۱ |       |
| ۲۲۰  | خانه باجغلی                                |       | صفویه - قاجاریه             | شهرستان اصفهان، خیابان چهارباغ خواجو، محله نو خواجو، کوی مسجد صدر، کوچه چهار سوق آجری (روغنی)                        | ۵۴۴۲      | ۱۳۸۰/۱۲/۲۵ |       |
| ۲۲۱  | خانه ایوبی                                 |       | صفویه                       | شهرستان اصفهان، خیابان حکیم نظامی، محله تبریزیهای جلفا، کوچه جنت، جنب خانه تاریخی استپانیان                          | ۵۴۴۳      | ۱۳۸۰/۱۲/۲۵ |       |
| ۲۲۲  | خانه معتمدی (خانه ملا باشی)                |       | قاجاریه                     | شهرستان اصفهان، محله پا قلعه، خیابان ملک                                                                             | ۵۸۸۳      | ۱۳۸۱/۰۳/۲۵ |       |
| ۲۲۳  | کاروان‌سرای ملک                             |       | صفویه                       | شهرستان اصفهان، خیابان فیضی، مجموعه تاریخی فرهنگی تخت فولاد                                                          | ۵۸۸۴      | ۱۳۸۱/۰۳/۲۵ |       |
| ۲۲۴  | کارخانه ریسباف                             |       | پهلوی                       | شهرستان اصفهان، خیابان چهارباغ بالا حد فاصل هتل پل و خیابان هفت دست                                                  | ۶۰۱۸      | ۱۳۸۱/۰۵/۰۸ |       |
| ۲۲۵  | کارخانه دخانیات                            |       | پهلوی                       | شهرستان اصفهان، خیابان کمال اسماعیل حد فاصل پل فردوسی و پل خواجو                                                     | ۶۰۱۹      | ۱۳۸۱/۰۵/۰۸ |       |
| ۲۲۶  | مجموعه ضرابخانه                            |       | صفویه                       | شهرستان اصفهان، بازار قیطریه واقع در شمال میدان نقش جهان، محله تاریخی ضرابخانه                                       | ۶۵۲۴      | ۱۳۸۱/۰۷/۰۷ |       |
| ۲۲۷  | خانه شهشهانی                               |       | قاجاریه                     | شهرستان اصفهان، محله شهشهان، کوچه صحه میرزا اسدالله خان (شهید بصیری) پلاک۲۳۲                                         | ۶۵۲۵      | ۱۳۸۱/۰۷/۰۷ |       |
| ۲۲۸  | چهار سوق آجری                              |       | صفویه                       | شهرستان اصفهان، محله نو خواجو، خیابان چهار باغ صدر، کوی مسجد صدر کوی چهار سوق آجری                                   | ۷۶۳۰      | ۱۳۸۱/۱۲/۱۷ |       |
| ۲۲۹  | سرای گلشن                                  |       | صفویه                       | شهرستان اصفهان، میدان امام (نقش جهان)، بازار بزرگ، بازار گلشن                                                        | ۷۶۳۱      | ۱۳۸۱/۱۲/۱۷ |       |
| ۲۳۰  | سرای خوانساریها                            |       | صفویه                       | شهرستان اصفهان، میدان امام (نقش جهان) بازار بزرگ، بازار نیم آور                                                      | ۷۶۳۲      | ۱۳۸۱/۱۲/۱۷ |       |
| ۲۳۱  | سرای حاج کریم                              |       | قاجاریه                     | شهرستان اصفهان، میدان امام (نقش جهان)، راسته بازار بزرگ، بازار نیم آور                                               | ۷۶۳۳      | ۱۳۸۱/۱۲/۱۷ |       |
| ۲۳۲  | سرای جارچی                                 |       | صفویه                       | شهرستان اصفهان، میدان امام (نقش جهان)، بازار بزرگ، بازار گلشن                                                        | ۷۶۳۴      | ۱۳۸۱/۱۲/۱۷ |       |
| ۲۳۳  | سرای مخلص                                  |       | صفویه                       | شهرستان اصفهان، میدان امام (نقش جهان)، بازار بزرگ، بازار مخلص                                                        | ۷۶۳۵      | ۱۳۸۱/۱۲/۱۷ |       |
| ۲۳۴  | چهار سوق نقاشی                             |       | صفوی                        | شهرستان اصفهان، محله خواجو، بین خیابانهای نشاط و فلسطین و چهار باغ صدر                                               | ۷۶۳۶      | ۱۳۸۱/۱۲/۱۷ |       |
| ۲۳۵  | مسجد خواجه روح‌الله                         |       | صفوی                        | شهرستان اصفهان، خیابان مسجد سید، کوی شهید حق‌شناس                                                                     | ۷۶۳۷      | ۱۳۸۱/۱۲/۱۷ |       |
| ۲۳۶  | مسجد ابوالمحسن                             |       | قاجاریه                     | شهرستان اصفهان، محله پا قلعه، بین خیابان نشاط و خیابان ملک، کوچه‌هاشم بیگ                                             | ۷۶۳۸      | ۱۳۸۱/۱۲/۱۷ |       |
| ۲۳۷  | مدرسه صدر پا قلعه (سید العراقین)           |       | قاجاریه                     | شهرستان اصفهان، محله پا قلعه، نزدیک بازارچه حاج آقا شجاع، حد فاصل خیابانهای نشاط و ملک                               | ۷۶۳۹      | ۱۳۸۱/۱۲/۱۷ |       |
| ۲۳۸  | کاروان‌سرای شاتور                           |       | صفویه                       | شهرستان اصفهان، بخش کوهپایه، دهستان رود دشت، روستای شاتور                                                            | ۷۶۴۰      | ۱۳۸۱/۱۲/۱۷ |       |
| ۲۳۹  | کاروان‌سرای سه                              |       | قاجاریه                     | شهرستان اصفهان، سه راهی کاشان مورچه خورت، روستای سه                                                                  | ۷۶۴۱      | ۱۳۸۱/۱۲/۱۷ |       |
| ۲۴۰  | کاروان‌سرای شاه                             |       | صفویه                       | شهرستان اصفهان، میدان امام (نقش جهان)، بازار قیصریه، چهارسوی ضرابخانه                                                | ۷۶۴۲      | ۱۳۸۱/۱۲/۱۷ |       |
| ۲۴۱  | کلیسای بیت اللحم                           |       | صفویه                       | شهرستان اصفهان، خیابان شرقی، میدان بزرگ جلفا                                                                         | ۷۶۴۳      | ۱۳۸۱/۱۲/۱۷ |       |
| ۲۴۲  | کلیسای استپانوس مقدس (استیفن)              |       | صفویه                       | شهرستان اصفهان، محله جلفا، خیابان نظر غربی، کوچه یعقوبجان (استیفن)                                                   | ۷۶۴۴      | ۱۳۸۱/۱۲/۱۷ |       |
| ۲۴۳  | کلیسای سر کیس                              |       | صفویه                       | شهرستان اصفهان، جلفا محله ایروان، خیابان خاقانی کوچه نماز خانه ایروان                                                | ۷۶۴۵      | ۱۳۸۱/۱۲/۱۷ |       |
| ۲۴۴  | کلیسای گئورگ                               |       | صفویه                       | شهرستان اصفهان، محله جلفا، خیابان نظامی، بین چهارراه حکیم نظامی و پل فلزی                                            | ۷۶۴۶      | ۱۳۸۱/۱۲/۱۷ |       |
| ۲۴۵  | مجموعه کلیسای مریم وهاکوپ                  |       | صفویه                       | شهرستان اصفهان، محله جلفا، خیابان نظر شرقی، میدان بزرگ                                                               | ۷۶۴۷      | ۱۳۸۱/۱۲/۱۷ |       |
| ۲۴۶  | کلیسای گریگور (لوسارویچ مقدس)              |       | صفویه                       | شهرستان اصفهان، محله جلفا، محله میدان کوچک، خیابان خاقانی، کوچه میدان کوچک                                           | ۷۶۴۸      | ۱۳۸۱/۱۲/۱۷ |       |
| ۲۴۷  | حمام شاه                                   |       | صفویه                       | شهرستان اصفهان، میدان امام (نقش جهان)، بازار مخلص، جنب بانک سپه                                                      | ۷۶۴۹      | ۱۳۸۱/۱۲/۱۷ |       |
| ۲۴۸  | خانه احمدزاده                              |       | قاجاریه                     | شهرستان اصفهان، محله جماله، خیابان عبدالرزاق، کوچه درب زنجیر، کوچه آرد فروشان (شهید احمد فشارکی                      | ۷۶۵۰      | ۱۳۸۱/۱۲/۱۷ |       |
| ۲۴۹  | خانه میثمی                                 |       | اواخر قاجار                 | شهرستان اصفهان، خیابان حکیم، کوچه حکیم داوود، بن‌بست غفوری                                                            | ۷۶۵۱      | ۱۳۸۱/۱۲/۱۷ |       |
| ۲۵۰  | خانه اسلامی                                |       | اواخر قاجار                 | شهرستان اصفهان، محله حکیم، خیابان حکیم، کوی حکیم داوود، بن‌بست غفوری                                                  | ۷۶۵۲      | ۱۳۸۱/۱۲/۱۷ |       |
| ۲۵۱  | خانه اسدی                                  |       | صفویه                       | شهرستان اصفهان، محله باب الدشت، بین خیابان مدرس و ابن سینا، کوی حاج اصغرکرباسی زاده، کوچه سنگ بست، پلا               | ۷۶۵۳      | ۱۳۸۱/۱۲/۱۷ |       |
| ۲۵۲  | خانه ملاذ روضاتی                           |       | قاجاریه                     | شهرستان اصفهان، محله چهار سوق شیرازیها، خیابان طالقانی، چهار سوق شیرازیها، کوچه روضاتی، پلاک ۲۹                      | ۷۶۵۴      | ۱۳۸۱/۱۲/۱۷ |       |
| ۲۵۳  | خانه حیدری                                 |       | صفویه                       | شهرستان اصفهان، محله ابواسحاقیه، خیابان عبدالرزاق، کوچه ابواسحاقیه، بن‌بست عصارها، پلاک ۴۶                            | ۷۶۵۵      | ۱۳۸۱/۱۲/۱۷ |       |
| ۲۵۴  | خانه رجالیان                               |       | صفویه                       | شهرستان اصفهان، خیابان مسجد حکیم، کوچه حکیم داوود، بن‌بست غفوری                                                       | ۷۶۵۶      | ۱۳۸۱/۱۲/۱۷ |       |
| ۲۵۵  | خانه مالکی پور                             |       | اواخر قاجار - اوایل پهلوی   | شهرستان اصفهان، خیابان حکیم، کوچه حکیم داوود، بن‌بست غفوری                                                            | ۷۶۵۷      | ۱۳۸۱/۱۲/۱۷ |       |
| ۲۵۶  | خانه مسقطیان                               |       | اواخر قاجار - اوایل پهلوی   | شهرستان اصفهان، خیابان حکیم، کوچه حکیم داوود، بن‌بست غفوری                                                            | ۷۶۵۸      | ۱۳۸۱/۱۲/۱۷ |       |
| ۲۵۷  | خانه شاکری - غفوری                         |       | صفوی                        | شهرستان اصفهان، خیابان حکیم، کوچه حکیم داوود، بن‌بست غفوری                                                            | ۷۶۵۹      | ۱۳۸۱/۱۲/۱۷ |       |
| ۲۵۸  | خانه یزدیان                                |       | اواخر قاجار                 | شهر اصفهان، خیابان عبدالرزاق، محله تاریخی سینه پائینی، بازارچه سینه پائینی، کوچه کتابی پلاک ۴۶                       | ۸۲۰۹      | ۱۳۸۲/۰۱/۲۴ |       |
| ۲۵۹  | کلیسای کاتولیکها                           |       | صفویه                       | اصفهان، محله جلفا، خیابان حکیم نظامی کوچه سنگتراشها، کوچه کاتولیکها                                                  | ۹۰۲۰      | ۱۳۸۲/۰۳/۱۰ |       |
| ۲۶۰  | خانه محمد قلی شیران                        |       | قاجاریه - پهلوی             | اصفهان، خیابان چهار باغ پائین، بازارچه حاج محمدعلی، کوچه فشارکی                                                      | ۹۰۲۱      | ۱۳۸۲/۰۳/۱۰ |       |
| ۲۶۱  | مسجد معصوم                                 |       | سلجوقیان                    | شهرستان اصفهان، کوهپایه، خیابان امام، خیابان حافظ شرقی، نزدیک مسجد جامع کوهپایه                                      | ۹۰۵۱      | ۱۳۸۲/۰۳/۱۰ |       |
| ۲۶۲  | تکیه کازرونی                               |       | قاجاریه                     | اصفهان، تخت فولاد، خیابان فیض، کوچه بابا رکن الدین                                                                   | ۹۰۵۸      | ۱۳۸۲/۰۳/۱۰ |       |
| ۲۶۳  | تکیه لسان الارض                            |       | دیالمه (دیلمیان) - صفویه    | اصفهان، شرق تخت فولاد، حد فاصل خیابانهای سجاد و فیض و خیابان سپهسالار                                                | ۹۰۵۹      | ۱۳۸۲/۰۳/۱۰ |       |
| ۲۶۴  | خانه وفادار                                |       | قاجاریه                     | اصفهان، محله پشت بارو، خیابان چهارباغ پائین، کوچه شیخ ابومسعود، بن‌بست وفادار                                         | ۹۰۶۰      | ۱۳۸۲/۰۳/۱۰ |       |
| ۲۶۵  | تکیه واله (والهیه)                         |       | قاجاریه                     | اصفهان، تخت فولاد، خیابان فیض روبروی تکیه فاضل سراب و مجاور مسجد رکن الملک                                           | ۹۰۶۱      | ۱۳۸۲/۰۳/۱۰ |       |
| ۲۶۶  | مسجد سروشبادران                            |       | صفویه                       | ۲۹ کیلومتری جنوب شرقی شهر اصفهان، قریه سروشبادران، بلوک براآن                                                        | ۹۰۶۲      | ۱۳۸۲/۰۳/۱۰ |       |
| ۲۶۷  | تکیه آقامجلسی (سید ابوجعفر)                |       | قاجاریه                     | اصفهان، جنوب غربی، مجموعه تخت فولاد، در جوار خیابانهای خوانساری و سعادت آباد                                         | ۹۰۶۳      | ۱۳۸۲/۰۳/۱۰ |       |
| ۲۶۸  | سرای محمد صادق خان                         |       | قاجاریه                     | اصفهان، میدان نقش جهان، بازار بزرگ، بازار دروازه اشرف                                                                | ۹۰۶۴      | ۱۳۸۲/۰۳/۱۰ |       |
| ۲۶۹  | تیمچه ملک                                  |       | قاجاریه                     | اصفهان، میدان نقش جهان، بازار بزرگ، بازار دروازه اشرف                                                                | ۹۰۶۵      | ۱۳۸۲/۰۳/۱۰ |       |
| ۲۷۰  | تکیه ریزیها                                |       | قاجاریه                     | اصفهان، جنوب غربی تخت فولاد، جنوب خیابان سعادت آباد و غرب تکیه بروجردی                                               | ۹۰۶۶      | ۱۳۸۲/۰۳/۱۰ |       |
| ۲۷۱  | تکیه محمد جعفرآباده ایی                    |       | قاجاریه                     | اصفهان، تخت فولاد، جنوب مسجد رکن الدین                                                                               | ۹۰۶۷      | ۱۳۸۲/۰۳/۱۰ |       |
| ۲۷۲  | تکیه خاتون‌آبادی                            |       | صفویه                       | اصفهان شمال غربی تخت فولاد، جنوب کوی مخابرات و شرق خیابان مصلی، نزدیک قبر بابا فولاد                                 | ۹۰۶۸      | ۱۳۸۲/۰۳/۱۰ |       |
| ۲۷۳  | آب‌انبار کازرونی                            |       | قاجاریه                     | اصفهان، تخت فولاد، روبروی تکیه ایزدگشسب و تکیه کازرونی، در کنار خیابان بابا رکن الدین                                | ۹۰۶۹      | ۱۳۸۲/۰۳/۱۰ |       |
| ۲۷۴  | سنگ قبربابافولاد حلوائی                    |       | صفویه                       | اصفهان، تخت فولاد، شمال تکیه خاتون آبادی، داخل حیاط اداره مخابرات فعلی                                               | ۹۰۷۰      | ۱۳۸۲/۰۳/۱۰ |       |
| ۲۷۵  | کلیسای نیکاغایوس                           |       | صفویه                       | اصفهان، جلفا، محله قاراکل، کوچه خواجه عابر                                                                           | ۹۰۷۱      | ۱۳۸۲/۰۳/۱۰ |       |
| ۲۷۶  | تکیه تویسرکانی                             |       | قاجاریه                     | اصفهان، تخت فولاد، غرب خیابان فیض، جنب کوی مخابرات، روبروی مسجد رکن الملک                                            | ۹۰۷۲      | ۱۳۸۲/۰۳/۱۰ |       |
| ۲۷۷  | تکیه جویباره ای                            |       | صفویه                       | اصفهان، تخت فولاد در جوار خیابان فیض روبروی تکیه واله                                                                | ۹۰۷۳      | ۱۳۸۲/۰۳/۱۰ |       |
| ۲۷۸  | تکیه بروجردیها                             |       | قاجاریه                     | اصفهان، جنوب غربی تخت فولاد، درجوارخیابان سعادت آباد، روبروی تکیه آقا مجلس                                           | ۹۰۷۴      | ۱۳۸۲/۰۳/۱۰ |       |
| ۲۷۹  | شبستان مسجد مصلی                           |       | صفویه - قاجاریه             | اصفهان، غرب تخت فولاد، کنار خیابان مصلی و در شمال تکیه کازرونی                                                       | ۹۰۷۵      | ۱۳۸۲/۰۳/۱۰ |       |
| ۲۸۰  | تکیه مادر شاهزاده                          |       | صفویه                       | اصفهان، تخت فولاد، خیابان سعادت آباد، خیابان خوانساری، شمال تکیه خوانساری                                            | ۹۰۷۶      | ۱۳۸۲/۰۳/۱۰ |       |
| ۲۸۱  | کلیسای یوحنا                               |       | صفویه                       | اصفهان، جلفا، خیابان خاقانی، کوچه چهارسو                                                                             | ۹۰۷۷      | ۱۳۸۲/۰۳/۱۰ |       |
| ۲۸۲  | کلیسای میناس                               |       | صفویه                       | اصفهان، جلفا، محله تبریزیها، کوچه تبریزیها                                                                           | ۹۰۷۸      | ۱۳۸۲/۰۳/۱۰ |       |
| ۲۸۳  | برج کبوترردان                              |       | قاجاریه                     | ۳ کیلومتری جنوب شرق اصفهان، قریه ردان، بعداز کانال آب                                                                | ۹۰۷۹      | ۱۳۸۲/۰۳/۱۰ |       |
| ۲۸۴  | کلیسای نرسس                                |       | صفویه                       | اصفهان، جلفا، محله سنگتراشها، کوچه سنگتراشها                                                                         | ۹۰۸۰      | ۱۳۸۲/۰۳/۱۰ |       |
| ۲۸۵  | تکیه شهشهانی                               |       | قاجاریه                     | اصفهان، تخت فولاد، خیابان فیض، روبروی تکیه محمد جعفر آباده ای                                                        | ۹۰۸۱      | ۱۳۸۲/۰۳/۱۰ |       |
| ۲۸۶  | تکیه سید العراقین                          |       | اوایل پهلوی                 | اصفهان، تخت فولاد اصفهان، شرق تکیه آقاباشی و خاتون آبادی، جنب کوی مخابرات                                            | ۹۰۸۲      | ۱۳۸۲/۰۳/۱۰ |       |
| ۲۸۷  | خانه سید بیدآبادی                          |       | قاجاریه                     | اصفهان، خیابان مسجد سید، کوچه شهیدان مقراضگر، جنب بازارچه شاطر باشی                                                  | ۹۰۸۳      | ۱۳۸۲/۰۳/۱۰ |       |
| ۲۸۸  | تکیه چهارسوقی                              |       | قاجاریه                     | اصفهان، غرب تخت فولاد، جنوب مسجد مصلی، روبروی تکیه خوانساری                                                          | ۹۰۸۴      | ۱۳۸۲/۰۳/۱۰ |       |
| ۲۸۹  | تکیه فیض                                   |       | زندیه                       | اصفهان، جنوب شرقی تخت فولاد در غرب خیابان فیض وشرق تکیه کازرونی                                                      | ۹۰۸۵      | ۱۳۸۲/۰۳/۱۰ |       |
| ۲۹۰  | خانه بهرامی نژاد                           |       | قاجاریه                     | اصفهان، خیابان مجلسی، کوچه پشت مسجد جامع، بن‌بست عربها، پلاک ۴۳                                                       | ۹۰۸۶      | ۱۳۸۲/۰۳/۱۰ |       |
| ۲۹۱  | خانه شیخ بهائی                             |       | قاجاریه                     | اصفهان، خیابان طالقانی، نبش کوچه ملا شفیع و کوی محله نو                                                              | ۹۰۸۷      | ۱۳۸۲/۰۳/۱۰ |       |
| ۲۹۲  | خانه جمشیدی فر                             |       | صفویه                       | اصفهان، محله قصر جمیلان، خیابان عبدالرزاق، خیابان سنبلستان، در جوار قصر جمیلان                                       | ۹۰۸۸      | ۱۳۸۲/۰۳/۱۰ |       |
| ۲۹۳  | سرای طالار                                 |       | قاجاریه                     | اصفهان، میدان نقش جهان، بازار بزرگ، بازار در تالار نیم آورد                                                          | ۹۰۸۹      | ۱۳۸۲/۰۳/۱۰ |       |
| ۲۹۴  | کلیسای کاتارینه                            |       | صفویه                       | اصفهان، جلفا، محله چهارسو، خیابان خاقانی، کوچه چهارسو، کوچه رامین                                                    | ۹۰۹۰      | ۱۳۸۲/۰۳/۱۰ |       |
| ۲۹۵  | تکیه آغا باشی                              |       | قاجاریه                     | اصفهان، غرب تخت فولاد، شرق تکیه خاتون آبادی، غرب تکیه سید العراقین                                                   | ۹۰۹۱      | ۱۳۸۲/۰۳/۱۰ |       |
| ۲۹۶  | تکیه میرزا رفیعا                           |       | صفویه                       | اصفهان، جنوب تخت فولاد، محل نیروی هوائی سپاه، فرودگاه سابق اصفهان                                                    | ۹۰۹۲      | ۱۳۸۲/۰۳/۱۰ |       |
| ۲۹۷  | بقعه بیدآبادی                              |       | قاجاریه                     | اصفهان، جنوب تخت فولاد، شمال خیابان سعادت آباد و جنوب شرقی تکایای خوانساری و مادر شاهزاده                            | ۹۰۹۳      | ۱۳۸۲/۰۳/۱۰ |       |
| ۲۹۸  | تکیه آقا حسین خوانساری                     |       | صفویه                       | اصفهان، غرب تخت فولاد، خیابان سعادت آباد، خیابان خوانساری، شرق مسجد مصلی                                             | ۹۰۹۴      | ۱۳۸۲/۰۳/۱۰ |       |
| ۲۹۹  | سردرباغ خرگاه (خیمه گاه)                   |       | صفویه                       | اصفهان، خیابان چهار باغ عباسی، حد فاصل دروازه دولت و عمارت هشت بهشت                                                  | ۹۰۹۵      | ۱۳۸۲/۰۳/۱۰ |       |
| ۳۰۰  | بقعه راشد بالله                            |       | سلجوقیان                    | اصفهان، خیابان مشتاق دوم، روبروی پل شهرستان، خیابان بازارچه                                                          | ۹۰۹۶      | ۱۳۸۲/۰۳/۱۰ |       |
| ۳۰۱  | تکیه کلباسی (ابوالمعالی)                   |       | قاجاریه                     | اصفهان، شرق تخت فولاد، پشت تکیه جهانگیر خان قشقائی در خیابان فیض، کوچه کوله پارچه                                    | ۹۰۹۷      | ۱۳۸۲/۰۳/۱۰ |       |
| ۳۰۲  | مسجد جیلان‌آباد                             |       | صفویه                       | ۲۱ کیلومتری شرق اصفهان، کنار جاده اصفهان، یزد، روستای جیلان آباد                                                     | ۹۰۹۸      | ۱۳۸۲/۰۳/۱۰ |       |
| ۳۰۳  | مسجد جامع جی                               |       | سلجوقیان                    | اصفهان، پل شهرستان، تپه باستانی جی                                                                                   | ۱۰۰۶۲     | ۱۳۸۲/۰۶/۲۳ |       |
| ۳۰۴  | سرای میراسماعیل                            |       | صفویه                       | اصفهان، میدان نقر جهان، بازار بزرگ، بازار در تالار یانیم آور                                                         | ۱۰۲۰۹     | ۱۳۸۲/۰۶/۲۳ |       |
| ۳۰۵  | تیمچه عتیقه فروشها                         |       | صفویه                       | اصفهان، میدان نقش جهان بازار بزرگ بازار در تالار یانیم آور                                                           | ۱۰۲۱۰     | ۱۳۸۲/۰۶/۲۳ |       |
| ۳۰۶  | پل چوم                                     |       | صفویه                       | ۶ کیلومتری شرق اصفهان، روستای چوم                                                                                    | ۱۰۲۱۱     | ۱۳۸۲/۰۶/۲۳ |       |
| ۳۰۷  | پل مارنان                                  |       | صفویه                       | جنوب غربی اصفهان، جنب پارک ساحلی بوستان                                                                              | ۱۰۲۱۲     | ۱۳۸۲/۰۶/۲۳ |       |
| ۳۰۸  | مسجد گنبد آزادان                           |       | ایلخانیان                   | اصفهان، بلوار آتشگاه، خیابان قدس، کوی نوبهار                                                                         | ۱۰۲۱۳     | ۱۳۸۲/۰۶/۲۳ |       |
| ۳۰۹  | سرای منجم نو                               |       | صفویه                       | اصفهان، میدان نقش جهان، بازار بزرگ بازار منجم                                                                        | ۱۰۲۱۴     | ۱۳۸۲/۰۶/۲۳ |       |
| ۳۱۰  | سرای میرزا کوچک                            |       | صفویه                       | اصفهان، میدان نقش جهان، بازار بزرگ، بازار تالار یانیم آور                                                            | ۱۰۲۱۵     | ۱۳۸۲/۰۶/۲۳ |       |
| ۳۱۱  | مسجد حاج یونس                              |       | صفویه                       | اصفهان، خیابان ابن سینا، کوچه میرعلاء الدین                                                                          | ۱۰۲۱۶     | ۱۳۸۲/۰۶/۲۳ |       |
| ۳۱۲  | تیمچه قزوینیها                             |       | اواخر قاجار                 | اصفهان، میدان نقش جهان بازار بزرگ، بازار در تالار                                                                    | ۱۰۲۱۷     | ۱۳۸۲/۰۶/۲۳ |       |
| ۳۱۳  | سرای منجم باشی                             |       | صفویه                       | اصفهان، میدان نقش جهان، بازار بزرگ، بازار منجم                                                                       | ۱۰۲۱۸     | ۱۳۸۲/۰۶/۲۳ |       |
| ۳۱۴  | سرای دالان دراز                            |       | اوایل قاجار                 | اصفهان، میدان نقش جهان، بازار بزرگ، بازار در تالار یانیم آور                                                         | ۱۰۲۱۹     | ۱۳۸۲/۰۶/۲۳ |       |
| ۳۱۵  | تیمچه ارباب                                |       | اوایل قاجار                 | اصفهان، میدان نقش جهان، بازار بزرگ، بازار گلشن                                                                       | ۱۰۲۲۰     | ۱۳۸۲/۰۶/۲۳ |       |
| ۳۱۶  | سرای آقا                                   |       | صفویه                       | اصفهان، خیابان‌هارونیه، بازارچه باغچه عباسی                                                                           | ۱۰۲۲۱     | ۱۳۸۲/۰۶/۲۳ |       |
| ۳۱۷  | خانه بنکدار پور                            |       | قاجاریه                     | اصفهان، خیابان چهار باغ پائین، کوی آقاجان بیک، پلاک ۳۰ و ۳۳                                                          | ۱۰۲۲۲     | ۱۳۸۲/۰۶/۲۳ |       |
| ۳۱۸  | سرای پادرخت سوخته                          |       | قاجاریه                     | اصفهان، خیابان عبدالرزاق، بازارچه باغچه عباسی                                                                        | ۱۰۲۲۳     | ۱۳۸۲/۰۶/۲۳ |       |
| ۳۱۹  | بانک شاهی (تجارت)                          |       | پهلوی اول                   | اصفهان، خیابان سپاه، نرسیده به میدان نقش جهان                                                                        | ۱۰۲۲۴     | ۱۳۸۲/۰۶/۲۳ |       |
| ۳۲۰  | مسجد شیشه‌گری                               |       | قاجاریه                     | اصفهان، خیابان علامه مجلسی، کوچه شیشه‌گری پلاک ۴۰ و ۳۴                                                                | ۱۰۲۲۵     | ۱۳۸۲/۰۶/۲۳ |       |
| ۳۲۱  | خانه تمیزی فر                              |       | قاجاریه                     | اصفهان، خیابان ابن سینا، کوچه میرعلاء الدین کوچه شهید جواد حسام، بن‌بست تمیزی پلاک ۳۰                                 | ۱۰۲۲۶     | ۱۳۸۲/۰۶/۲۳ |       |
| ۳۲۲  | خانه لباف                                  |       | قاجاریه - پهلوی             | اصفهان، خیابان ابن سینا، کوچه مشیرفاطمی، پلاک ۱۰۷                                                                    | ۱۰۲۲۷     | ۱۳۸۲/۰۶/۲۳ |       |
| ۳۲۳  | بقعه بابا پیر محمد بن محمود بن انصاری      |       | صفویه - قاجاریه             | ۱۵ کیلومتری جنوب اصفهان، شرق روستای دشتی                                                                             | ۱۰۲۲۸     | ۱۳۸۲/۰۶/۲۳ |       |
| ۳۲۴  | مسجد قطبیه (حسینیه خلجا)                   |       | صفویه                       | اصفهان، خیابان طالقانی، نرسیده به چهارراه شهید حجاریان                                                               | ۱۰۲۲۹     | ۱۳۸۲/۰۶/۲۳ |       |
| ۳۲۵  | سرای شله (شالی)                            |       | قاجاریه                     | اصفهان، میدان نقش جهان، بازار بزرگ، ابتدای قیصریه                                                                    | ۱۰۲۳۰     | ۱۳۸۲/۰۶/۲۳ |       |
| ۳۲۶  | خانه رزمجو                                 |       | اواخر قاجار                 | شهرستان اصفهان، بخش کوهپایه، مرکز بافت روستای قهی                                                                    | ۱۰۲۳۱     | ۱۳۸۲/۰۶/۲۳ |       |
| ۳۲۷  | مدرسه نوریه                                |       | صفویه                       | اصفهان، خیابان عبدالرزاق، بازار عربان (نظامیه) در مجاورت غربی مسجد جامع اصفهان                                       | ۱۰۲۳۲     | ۱۳۸۲/۰۶/۲۳ |       |
| ۳۲۸  | مسجد کرمانی                                |       | قاجاریه                     | اصفهان، انتهای خیابان مشیر، نزدیک به دروازه اشرف، بازار بزرگ، جنب کاروانسرای ساروتقی                                 | ۱۰۲۳۳     | ۱۳۸۲/۰۶/۲۳ |       |
| ۳۲۹  | سرای شماعیها                               |       | قاجاریه                     | اصفهان، میدان نقش جهان، بازار بزرگ، بازار در تالار یانیم آور                                                         | ۱۰۲۳۴     | ۱۳۸۲/۰۶/۲۳ |       |
| ۳۳۰  | سرای فخر                                   |       | صفویه                       | اصفهان، میداننقش جهان، بازار بزرگ، بازار گلشن                                                                        | ۱۰۲۳۵     | ۱۳۸۲/۰۶/۲۳ |       |
| ۳۳۱  | خانه نایب اسدالله                          |       | قاجاریه                     | اصفهان، خیابان چهارباغ خواجو، بن‌بست نظام                                                                             | ۱۱۴۵۶     | ۱۳۸۳/۱۲/۲۴ |       |
| ۳۳۲  | خانه الفت اصفهانی                          |       | اواخر قاجاریه               | اصفهان، جنوب مسجد امام، کوچه امامزاده احمد، بن‌بست الفت                                                               | ۱۱۴۵۷     | ۱۳۸۳/۱۲/۲۴ |       |
| ۳۳۳  | خانه حجارزاده                              |       | اوایل قاجار                 | اصفهان، خیابان عبدالرزاق، کوچه قصر، کوچه شهید غلامرضا پور عبائیان، پ ۲۸                                              | ۱۱۴۵۸     | ۱۳۸۳/۱۲/۲۴ |       |
| ۳۳۴  | حمام قهی                                   |       | قاجاریه                     | شهرستان اصفهان، بخش جلگه، بافت تاریخی روستای قهی                                                                     | ۱۱۵۳۷     | ۱۳۸۳/۱۲/۲۴ |       |
| ۳۳۵  | خانه تقوی                                  |       | قاجاریه                     | شهرستان اصفهان، بخش جلگه، محله بالای روستای قهی                                                                      | ۱۱۵۳۸     | ۱۳۸۳/۱۲/۲۴ |       |
| ۳۳۶  | آب‌انبار محله بالا (قهی)                    |       | قاجاریه                     | شهرستان اصفهان، بخش جلگه، محله بالای روستای قهی                                                                      | ۱۱۵۳۹     | ۱۳۸۳/۱۲/۲۴ |       |
| ۳۳۷  | آب‌انبار محله پائین (قهی)                   |       | قاجاریه                     | شهرستان اصفهان، بخش جلگه، محله پایین روستای تاریخی قهی                                                               | ۱۱۵۴۰     | ۱۳۸۳/۱۲/۲۴ |       |
| ۳۳۸  | هنرستان هنرهای زیبا                        |       | پهلوی                       | اصفهان، خیابان مطهری، حد فاصل خیابان شمس‌آبادی و پل آذر                                                               | ۱۱۵۴۱     | ۱۳۸۳/۱۲/۲۴ |       |
| ۳۳۹  | خانه خاچیکیان                              |       | صفویه                       | اصفهان، خیابان حکیم نظامی، خیابان خاقانی، جنب دانشگاه هنر                                                            | ۱۱۵۴۲     | ۱۳۸۳/۱۲/۲۴ |       |
| ۳۴۰  | خانه بخردی                                 |       | اواخر قاجار اوایل پهلوی     | اصفهان، خیابان عبدالرزاق، کوچه اسحاقیه، کوچه مسجد جامع                                                               | ۱۱۵۴۳     | ۱۳۸۳/۱۲/۲۴ |       |
| ۳۴۱  | خانه عابدیان                               |       | صفویه                       | اصفهان، خیابان حکیم نظامی، خیابان خاقانی                                                                             | ۱۱۵۴۴     | ۱۳۸۳/۱۲/۲۴ |       |
| ۳۴۲  | حمام جارچی                                 |       | صفویه                       | اصفهان، خیابان حکیم، بازار باغ قلندرها، ضلع شمال شرقی مسجد حکیم                                                      | ۱۱۵۴۵     | ۱۳۸۳/۱۲/۲۴ |       |
| ۳۴۳  | خانه جمالیان                               |       | صفویه                       | اصفهان، خیابان ولیعصر، کوچه مسجد جنت، کوچه سراج الملک                                                                | ۱۱۵۴۶     | ۱۳۸۳/۱۲/۲۴ |       |
| ۳۴۴  | خانه میردامادی                             |       | صفویه - قاجاریه             | اصفهان، خیابان عبدالرزاق، خیابان سنبلستان، جنب قصر جمیلان                                                            | ۱۱۵۴۷     | ۱۳۸۳/۱۲/۲۴ |       |
| ۳۴۵  | خانه مغنی                                  |       | قاجاریه                     | اصفهان، خیابان ابن سینا، کوی دو منار دردشت، صحه جندیان، پلاک ۳۶                                                      | ۱۱۵۴۸     | ۱۳۸۳/۱۲/۲۴ |       |
| ۳۴۶  | عمارت و باغ محمد علی خان                   |       | قاجاریه                     | اصفهان، خیابان آتشگاه، چهارراه نصرآباد، آزادان، محله کفشران                                                          | ۱۱۵۴۹     | ۱۳۸۳/۱۲/۲۴ |       |
| ۳۴۷  | مسجد جامع محمدآباد جرقویه                  |       | قاجار                       | شهرستان اصفهان، محمدآباد، بلوارامام خمینی، خیابان شهرداری، خیابان باغ میر، کوچه حسینیه                               | ۱۱۵۵۰     | ۱۳۸۳/۱۲/۲۴ |       |
| ۳۴۸  | مسجد امام حسن (شاه شولیان)                 |       | قاجاریه                     | شهرستان اصفهان، بخش جلگه، بافت تاریخی روستای قهی                                                                     | ۱۱۵۵۱     | ۱۳۸۳/۱۲/۲۴ |       |
| ۳۴۹  | مسجدجامع قهی                               |       | اوایل قاجار                 | شهرستان اصفهان، بخش جلگه، بافت تاریخی روستای قهی                                                                     | ۱۱۵۵۲     | ۱۳۸۳/۱۲/۲۴ |       |
| ۳۵۰  | خانه امین‌الله قرهی                         |       | قاجاریه                     | شهرستان اصفهان، بخش جلگه، بافت تاریخی روستای قهی                                                                     | ۱۱۵۵۳     | ۱۳۸۳/۱۲/۲۴ |       |
| ۳۵۱  | خانه سعیدیان                               |       | زندیه                       | شهرستان اصفهان، خوراسگان، خیابان ابوذر، روبروی مسجد ابوذر، کوچه خان                                                  | ۱۱۵۵۴     | ۱۳۸۳/۱۲/۲۴ |       |
| ۳۵۲  | مدرس ابن سینا                              |       | سلجوقیان                    | اصفهان، خیابان ابن سینا، کوچه پاگلدسته، بالاتر از مسجد شفیعیه                                                        | ۱۱۵۵۵     | ۱۳۸۳/۱۲/۲۴ |       |
| ۳۵۳  | خانه دیبائی                                |       | اواخر قاجار اوایل پهلوی     | اصفهان، خیابان‌هارونیه، کوچه مسجد علی، جنب مسجد علی                                                                   | ۱۱۵۵۶     | ۱۳۸۳/۱۲/۲۴ |       |
| ۳۵۴  | کارخانه پشم باف                            |       | پهلوی اول                   | اصفهان، ابتدای خیابان چهارباغ خواجو، ضلع شمالی فلکه خواجو                                                            | ۱۱۵۹۶     | ۱۳۸۳/۱۲/۲۴ |       |
| ۳۵۵  | کارخانه رحیم زاده                          |       | پهلوی اول                   | اصفهان، پل فلزی، ابتدای خ شهید بهشتی (شاپورقدیم)                                                                     | ۱۱۹۶۷     | ۱۳۸۴/۰۴/۰۵ |       |
| ۳۵۶  | سرای جهانگیری                              |       | صفویه                       | اصفهان، میدان نقش جهان، بازار قیصریه، بعد از چهارسوق ضرابخانه                                                        | ۱۲۰۹۷     | ۱۳۸۴/۰۴/۱۲ |       |
| ۳۵۷  | مدرسه میرزا حسین                           |       | صفویه                       | اصفهان، محله بیدآباد، خیابان مسجد سید، مجاور مسجد سید                                                                | ۱۲۰۹۸     | ۱۳۸۴/۰۴/۱۲ |       |
| ۳۵۸  | مسجد جامع هرند                             |       | ایلخانیان - صفویه           | شهرستان اصفهان، شهر هرند، خیابان امام خمینی، انتهای خیابان مسجد جامع                                                 | ۱۲۰۹۹     | ۱۳۸۴/۰۴/۱۲ |       |
| ۳۵۹  | تیمچه نخچیان                               |       | صفویه                       | اصفهان، میدان نقش جهان، بازار گلشن، روبروی سرای گلشن                                                                 | ۱۲۱۰۰     | ۱۳۸۴/۰۴/۱۲ |       |
| ۳۶۰  | کاروان‌سرای انوشیروان                       |       | صفویه                       | شهرستان اصفهان، فلکه دانشگاه صنعتی                                                                                   | ۱۲۱۰۱     | ۱۳۸۴/۰۴/۳۰ |       |
| ۳۶۱  | مدرسه حاج حسن                              |       | صفویه                       | اصفهان، میدان قیام، خیابان‌هارونیه مقابل ورودی صحن‌هارون ولایت و متصل به مسجد علی                                      | ۱۲۱۰۲     | ۱۳۸۴/۰۴/۳۰ |       |
| ۳۶۲  | سرای قهرودیها                              |       | صفویه                       | اصفهان، خیابان عبدالرزاق، کوچه حمام شاه علی                                                                          | ۱۲۱۰۳     | ۱۳۸۴/۰۴/۳۰ |       |
| ۳۶۳  | خانه علیرضا قرهی                           |       | قاجاریه                     | شهرستان اصفهان، بخش کوهپایه، بافت تاریخی روستای قهی                                                                  | ۱۲۱۰۴     | ۱۳۸۴/۰۴/۳۰ |       |
| ۳۶۴  | حمام جشوقان                                |       | صفویه                       | شهرستان اصفهان، بخش کوهپایه، روستای جشوقان، کنار مسجد                                                                | ۱۲۱۲۱     | ۱۳۸۴/۰۴/۳۰ |       |
| ۳۶۵  | امامزاده قاسم کوهپایه                      |       | صفویه - قاجاریه             | شهرستان نائین، ۵۴ک م جنوب غربی نائین، ۳ک م جاده نائین، اصفهان، روستای امامزاده قاسم                                  | ۱۲۱۲۲     | ۱۳۸۴/۰۴/۳۰ |       |
| ۳۶۶  | حمام دهنو                                  |       | صفویه - قاجاریه             | اصفهان، خیابان امام خمینی، نرسیده به فلکه دانشگاه، محله دهنو روبروی مسجد قدیمی                                       | ۱۲۱۲۳     | ۱۳۸۴/۰۴/۳۰ |       |
| ۳۶۷  | خانه صفوی                                  |       | صفویه - قاجاریه             | اصفهان، خیابان ابن سینا، ابتدای کوچه ارشاد، زیرساباط ابتدای کوچه                                                     | ۱۲۱۲۴     | ۱۳۸۴/۰۴/۳۰ |       |
| ۳۶۸  | مسجد دلاورچشوقان                           |       | صفویه                       | شهرستان اصفهان، بخش کوهپایه، روستای چشوقان، کنار مسجد و حسینیه                                                       | ۱۲۲۳۰     | ۱۳۸۴/۰۴/۳۰ |       |
| ۳۶۹  | مسجد جامع رهنان                            |       | صفویه                       | شهر رهنان، محله ماشاده، خ ابوذر، ضلع غربی شهرداری رهنان                                                              | ۱۲۲۳۱     | ۱۳۸۴/۰۴/۳۰ |       |
| ۳۷۰  | تکیه ایزد گشسب                             |       | اسلامی - پهلوی دوم          | اصفهان، مجموعه فرهنگی تاریخی تخت فولاد، خ فیض، خ بابا رکن الدین، مقابل آب انبارکازرونی                               | ۱۲۲۹۶     | ۱۳۸۴/۰۴/۳۰ |       |
| ۳۷۱  | خانه امین                                  |       | اسلامی - قاجاریه            | اصفهان، خ چهار باغ، حد فاصل میدان امام حسین، چهار راه تختی، کوچه حاج محمدعلی                                         | ۱۲۲۹۹     | ۱۳۸۴/۰۴/۳۰ |       |
| ۳۷۲  | خانه خوانساری                              |       | اوائل صفویه - قاجاریه       | اصفهان، محله جماله، همجوار قصر جمیلان، خ عبد الرزاق، بازار چه حاج محمد جعفر                                          | ۱۲۳۰۰     | ۱۳۸۴/۰۴/۳۰ |       |
| ۳۷۳  | مسجد آقا میرزا محمد باقر چهارسوقی          |       | قاجاریه                     | اصفهان، محله چهار سوق شیرازیها، ضلع جنوب غربی فلکه چهار سوق، تقاطع خیابان طالقانی و کاشانی                           | ۱۲۳۰۱     | ۱۳۸۴/۰۵/۱۱ |       |
| ۳۷۴  | خانه روغنی (پهلوی)                         |       | پهلوی                       | اصفهان، خ حکیم نظامی، خ سنگتراشها، مجاور کلیسای کاتولیکها                                                            | ۱۲۳۰۲     | ۱۳۸۴/۰۵/۱۱ |       |
| ۳۷۵  | موزه هلال احمر                             |       | پهلوی                       | اصفهان، خ کاشانی، بعد از بیمارستان کاشانی، ساختمان هلال احمر                                                         | ۱۲۳۰۳     | ۱۳۸۴/۰۵/۱۱ |       |
| ۳۷۶  | خانه امیر قلی امینی                        |       | اسلامی                      | اصفهان، خ آیت ا۰۰۰کاشانی، چهار راه وفائی و چهار سوق شیرازی‌ها                                                         | ۱۲۳۰۴     | ۱۳۸۴/۰۵/۱۱ |       |
| ۳۷۷  | کنسولگری روسیه                             |       | قاجاریه                     | اصفهان، خ چهار باغ پائین، میدان امام حسین (دروازه دولت) و چهار راه تختی، کوچه مسجد سرخی                              | ۱۲۳۰۵     | ۱۳۸۴/۰۵/۱۱ |       |
| ۳۷۸  | مدرسه فرانسویها                            |       | قاجاریه                     | اصفهان، خیابان حکیم نظامی، کوچه سنگتراشها، مقابل مدرسه کاتانیان                                                      | ۱۲۳۰۶     | ۱۳۸۴/۰۵/۱۱ |       |
| ۳۷۹  | خانه تدین                                  |       | قاجاریه                     | اصفهان، محله جماله، خیابان عبدالرزاق، بازارچه حاج محمد جعفر، بن‌بست فشارکی                                            | ۱۲۳۰۷     | ۱۳۸۴/۰۵/۱۱ |       |
| ۳۸۰  | آب‌انبار تودشک                              |       | اواخر قاجار - پهلوی اول     | شهرستان اصفهان، بخش کوهپایه، مرکز روستای تودشک، کنار مقبره سید محمود                                                 | ۱۲۳۰۸     | ۱۳۸۴/۰۵/۱۱ |       |
| ۳۸۱  | خانه طبیب زاده                             |       | اواخر قاجار - پهلوی اول     | اصفهان، خ احمدآباد، مسجد ایلچی، خ لت احمدآباد، کوچه ولی‌الله مشبکی                                                    | ۱۲۳۰۹     | ۱۳۸۴/۰۵/۱۱ |       |
| ۳۸۲  | سرای سفید                                  |       | قاجاریه                     | اصفهان، میدان عتیق، خ عبدالرزاق، انتهای کوچه‌هارونیه                                                                  | ۱۲۳۱۰     | ۱۳۸۴/۰۵/۱۱ |       |
| ۳۸۳  | مسجد حاج میرزا محمد صادق                   |       | اواخر قاجار                 | اصفهان، ابتدای خ چهار باغ خواجو                                                                                      | ۱۲۳۱۱     | ۱۳۸۴/۰۵/۱۱ |       |
| ۳۸۴  | خانه سالک                                  |       | اواخر قاجار - پهلوی اول     | اصفهان، خ مسجد سید، کوچه علیقلی آقا، کوچه میرزا باقر، کوچه ساغرچیها، پلاک ۳۳                                         | ۱۲۳۱۲     | ۱۳۸۴/۰۵/۱۱ |       |
| ۳۸۵  | خانه نهنگی                                 |       | قاجاریه                     | شهرستان اصفهان، بخش کوهپایه، شهر تودشک، محله تودشک چویه، هسته مرکزی محله                                             | ۱۲۳۱۳     | ۱۳۸۴/۰۵/۱۱ |       |
| ۳۸۶  | خانه کاشفی                                 |       | پهلوی                       | شهرستان اصفهان، خ احمدآباد، بن‌بست سلطان زاده                                                                         | ۱۲۳۱۴     | ۱۳۸۴/۰۵/۱۱ |       |
| ۳۸۷  | خانه نجفی                                  |       | اوایل قاجار                 | اصفهان، خ نشاط، کوچه مقصود بیک، کوچه پشت مسجد امام                                                                   | ۱۲۳۱۵     | ۱۳۸۴/۰۵/۱۱ |       |
| ۳۸۸  | حمام تودشکچو                               |       | پهلوی                       | شهرستان اصفهان، بخش کوهپایه، تودشک محله، تودشک چویه                                                                  | ۱۲۳۱۶     | ۱۳۸۴/۰۵/۱۱ |       |
| ۳۸۹  | آب‌انبار رجان                               |       | پهلوی                       | شهرستان اصفهان، بخش کوهپایه، دهستان رجان، مرکز روستای رجان                                                           | ۱۲۹۵۸     | ۱۳۸۴/۰۵/۱۹ |       |
| ۳۹۰  | خانه میر سید محمد                          |       | قاجاریه                     | شهرستان اصفهان، بخش جلگه، دهستان عبدالعزیز، بافت تاریخی، روستای قهی                                                  | ۱۲۹۷۷     | ۱۳۸۴/۰۵/۱۹ |       |
| ۳۹۱  | مسجد میرزا صفا                             |       | اواخر قاجار                 | شهرستان اصفهان، بخش جلگه، دهستان عبدالعزیز، روستای قهی                                                               | ۱۲۹۷۸     | ۱۳۸۴/۰۵/۱۹ |       |
| ۳۹۲  | گذر تاریخی مرتضوی‌ها                        |       | اواخر قاجار                 | شهرستان اصفهان، بخش جلگه، دهستان عبدالعزیز، روستای قهی                                                               | ۱۲۹۷۹     | ۱۳۸۴/۰۵/۱۹ |       |
| ۳۹۳  | خانه تاج زاده                              |       | اواخر قاجار                 | شهرستان اصفهان، بخش جلگه، دهستان عبد العزیز، بافت تاریخی روستای قهی                                                  | ۱۲۹۸۰     | ۱۳۸۴/۰۵/۱۹ |       |
| ۳۹۴  | چهار کوچه هرند                             |       | صفویه                       | شهرستان اصفهان، بخش جلگه، شهر هرند، چهار راه شهید امینی، خ امام                                                      | ۱۲۹۸۱     | ۱۳۸۴/۰۵/۱۹ |       |
| ۳۹۵  | خانه زرکش                                  |       | قاجاریه                     | شهرستان اصفهان، بخش جلگه، دهستان عبدالعزیز، غرب روستای قهی                                                           | ۱۲۹۸۲     | ۱۳۸۴/۰۵/۱۹ |       |
| ۳۹۶  | مسجد حاج شیخ                               |       | اواخر قاجار                 | شهرستان اصفهان، بخش جلگه، دهستان عبدالعزیز، غرب بافت تاریخی روستای قهی                                               | ۱۲۹۸۳     | ۱۳۸۴/۰۵/۱۹ |       |
| ۳۹۷  | مسجد حاج آقا جان                           |       | اواخر قاجار - پهلوی اول     | شهرستان اصفهان، بخش جلگه، دهستان عبد العزیز، بافت تاریخی روستای قهی                                                  | ۱۲۹۸۴     | ۱۳۸۴/۰۵/۱۹ |       |
| ۳۹۸  | مدرسه قدیمی قهی                            |       | اواخر قاجار - پهلوی اول     | شهرستان اصفهان، بخش جلگه، دهستان عبدالعزیز، روستای قهی                                                               | ۱۲۹۸۵     | ۱۳۸۴/۰۵/۱۹ |       |
| ۳۹۹  | بازار چه حاج ابوالقاسم خان                 |       | اسلامی - اواخر قاجار        | شهرستان اصفهان، بخش جلگه، دهستان عبدالعزیز، بافت تاریخی روستای قهی                                                   | ۱۲۹۸۶     | ۱۳۸۴/۰۵/۱۹ |       |
| ۴۰۰  | بازارچه حسن مختار                          |       | اواخر قاجار                 | شهرستان اصفهان، بخش جلگه، دهستان عبدالعزیز، روستای قهی                                                               | ۱۲۹۸۷     | ۱۳۸۴/۰۵/۲۲ |       |
| ۴۰۱  | خانه تاریخی صفر علی باقر                   |       | قاجاریه                     | شهرستان اصفهان، بخش جلگه، دهستان عبد العزیز، غرب بافت تاریخی روستای قهی                                              | ۱۲۹۸۸     | ۱۳۸۴/۰۵/۲۲ |       |
| ۴۰۲  | خانه ملا عباس زالی                         |       | اواخر قاجار                 | شهرستان اصفهان، بخش جلگه، دهستان عبد العزیز، نزدیک مسجد جامع و مجاور حسینیه قهی                                      | ۱۲۹۸۹     | ۱۳۸۴/۰۵/۲۲ |       |
| ۴۰۳  | خانه حبیب مرتضوی                           |       | اواخر زندیه                 | شهرستان اصفهان، بخش جلگه، دهستان عبدالعزیز، کنار مسجد جامع روستای قهی                                                | ۱۲۹۹۰     | ۱۳۸۴/۰۵/۲۲ |       |
| ۴۰۴  | خانه حاج حسن زالی                          |       | اواخر قاجار                 | شهرستان اصفهان، بخش جلگه، دهستان عبدالعزیز، غرب بافت تاریخی روستای قهی                                               | ۱۲۹۹۱     | ۱۳۸۴/۰۵/۲۲ |       |
| ۴۰۵  | بازارچه مختاری                             |       | اواخر قاجار                 | شهرستان اصفهان، بخش جلگه، دهستان عبدالعزیز، بافت تاریخی روستای قهی                                                   | ۱۲۹۹۲     | ۱۳۸۴/۰۵/۲۲ |       |
| ۴۰۶  | آب‌انبار شهیدان هرند                        |       | اوایل قاجار                 | شهرستان اصفهان، بخش جلگه، شهر هرند، خ بین الحرمین                                                                    | ۱۲۹۹۳     | ۱۳۸۴/۰۵/۲۲ |       |
| ۴۰۷  | کبوتر خانه حسین‌آباد هرند                   |       | اوایل قاجار                 | شهرستان اصفهان، بخش جلگه، شهر هرند، روبروی گلستان شهدا و امامزاده حیدر                                               | ۱۲۹۹۴     | ۱۳۸۴/۰۵/۲۲ |       |
| ۴۰۸  | بازار هرند                                 |       | صفویه                       | شهرستان اصفهان، بخش چلگه، شهر هرند، چهار راه شهید امینی، ابتدای خ امامزاده اسحاق                                     | ۱۲۹۹۵     | ۱۳۸۴/۰۵/۲۲ |       |
| ۴۰۹  | آب‌انبار بازار هرند                         |       | قاجاریه                     | شهرستان اصفهان، بخش جلگه، شهرهرند، چهار راه شهید امینی، خ امامزاده اسحاق، بازارهرند                                  | ۱۲۹۹۶     | ۱۳۸۴/۰۵/۲۲ |       |
| ۴۱۰  | امامزاده حیدرهرند                          |       | صفویه                       | شهرستان اصفهان، بخش جلگه، شهر هرند، چاده اژیه، روبروی گلستان شهدا                                                    | ۱۲۹۹۷     | ۱۳۸۴/۰۵/۲۲ |       |
| ۴۱۱  | مسجد امام هرند                             |       | قاجاریه                     | شهرستان اصفهان، بخش جلگه، شهر هرند، چهارراه شهید امینی، خ امام حسین، بازار هرند                                      | ۱۲۹۹۸     | ۱۳۸۴/۰۵/۲۲ |       |
| ۴۱۲  | آب‌انبار جول‌آباد هرند                       |       | قاجاریه                     | شهرستان اصفهان، بخش جلگه، شهر هرند، چهار راه شهید امینی، خ امامزاده اسحاق                                            | ۱۲۹۹۹     | ۱۳۸۴/۰۵/۲۲ |       |
| ۴۱۳  | شتر خان ملا عباس زالی                      |       | قاجاریه                     | شهرستان اصفهان، بخش جلگه، دهستان عبدالعزیز، شرق روستای قهی                                                           | ۱۳۰۰۱     | ۱۳۸۴/۰۵/۲۲ |       |
| ۴۱۴  | حمام شیخ الاسلام                           |       | قاجاریه                     | اصفهان، چهار راه تختی، خ چهار باغ، کوچه شیخ الاسلام                                                                  | ۱۳۰۰۲     | ۱۳۸۴/۰۵/۲۲ |       |
| ۴۱۵  | خانه تاریخی لباف صمدیه                     |       | اواخر قاجار - پهلوی اول     | اصفهان، محله دردشت، خ ابن سینا، کوچه میر علاء الدین                                                                  | ۱۳۰۰۳     | ۱۳۸۴/۰۵/۲۲ |       |
| ۴۱۶  | خانه رفعت                                  |       | صفویه                       | اصفهان، خ کمال، کوچه حناسابها                                                                                        | ۱۳۰۰۴     | ۱۳۸۴/۰۵/۲۲ |       |
| ۴۱۷  | خانه صالحی                                 |       | قاجاریه                     | اصفهان، خ نشاط، دروازه حسن‌آباد، کوچه پشت مسجد شاه، کوچه باغ عمرانی، جنب خانه نجفی                                    | ۱۳۰۰۵     | ۱۳۸۴/۰۵/۲۲ |       |
| ۴۱۸  | خانه فرخ پور                               |       | قاجاریه - پهلوی             | اصفهان، خ عبد الرزاق، کوچه شهید مأمن پوش، بن‌بست شهید منجوقی، پ ۵۶                                                    | ۱۳۰۰۶     | ۱۳۸۴/۰۵/۲۲ |       |
| ۴۱۹  | خانه مهدوی                                 |       | اواخر قاجار - پهلوی اول     | اصفهان، خ مسجد سید، کوچه علیقلی آقا                                                                                  | ۱۳۰۰۷     | ۱۳۸۴/۰۵/۲۲ |       |
| ۴۲۰  | خانه کشاورز                                |       | اواخر قاجار - پهلوی اول     | اصفهان، محله هفتون، خ افسر، بعد از کلانتری ۱۷، کوچه باشگاه                                                           | ۱۳۰۰۸     | ۱۳۸۴/۰۵/۲۲ |       |
| ۴۲۱  | خانه تاریخی مشروطیت                        |       | قاجاریه                     | اصفهان، محله قصر منشی، خ نشاط، کوچه مقصود بیک                                                                        | ۱۳۰۰۹     | ۱۳۸۴/۰۵/۲۲ |       |
| ۴۲۲  | مسجد قصر منشی                              |       | قاجاریه                     | اصفهان، خ‌هاتف، کوچه قصر منشی                                                                                         | ۱۳۰۱۰     | ۱۳۸۴/۰۵/۲۲ |       |
| ۴۲۳  | خانه تاریخی ماردیرو سیان                   |       | صفویه                       | اصفهان، محله جلفا، خ خاقانی، کوچه صدا و سیما                                                                         | ۱۳۰۱۱     | ۱۳۸۴/۰۵/۲۲ |       |
| ۴۲۴  | خانه جواهری                                |       | قاجاریه                     | اصفهان، خ ابن سینا، کوچه مسجد آقا نور، کوچه امامزاده شورا، مقابل مقبره سلطان بخت آقا                                 | ۱۳۰۱۲     | ۱۳۸۴/۰۵/۲۲ |       |
| ۴۲۵  | خانه درمیان                                |       | قاجاریه                     | اصفهان، محله بیدآباد، خ مسجد سید، کوچه شهید متقراضگر                                                                 | ۱۳۰۱۳     | ۱۳۸۴/۰۵/۲۲ |       |
| ۴۲۶  | خانه تاریخی روغن فروش                      |       | قاجاریه                     | اصفهان، خ عبدالرزاق، کوچه علیقلی خان، بعد از چهار سوق علیقلی آقا                                                     | ۱۳۰۱۴     | ۱۳۸۴/۰۵/۲۲ |       |
| ۴۲۷  | مسجد ملک                                   |       | قاجاریه                     | اصفهان، خ ملک، جنب انگورستان ملک                                                                                     | ۱۳۰۱۵     | ۱۳۸۴/۰۵/۲۲ |       |
| ۴۲۸  | خانه کهکشان                                |       | قاجاریه                     | اصفهان، خ ابن سینا، نرسیده به چهارراه بابا قاسم، میدان شهشهان                                                        | ۱۳۰۱۶     | ۱۳۸۴/۰۵/۲۲ |       |
| ۴۲۹  | خانه داراب قرهی                            |       | قاجاریه                     | شهرستان اصفهان، بخش کوهپایه، روستای قهی، بافت تاریخی روستا، درمجاورت خانه رزمجو                                      | ۱۳۰۸۲     | ۱۳۸۴/۰۵/۲۲ |       |
| ۴۳۰  | آب‌انبار تودشک چو                           |       | پهلوی                       | شهرستان اصفهان، بخش کوهپایه، مرکز روستای تودشک، محله تودشک چو                                                        | ۱۳۰۸۳     | ۱۳۸۴/۰۵/۲۲ |       |
| ۴۳۱  | خانه دکتربهشتی                             |       | پهلوی                       | اصفهان، خ شهید بهشتی، کوچه شهید بهشتی                                                                                | ۱۳۰۸۴     | ۱۳۸۴/۰۵/۲۲ |       |
| ۴۳۲  | بیمارستان عیسی بن مریم                     |       | پهلوی                       | اصفهان، خ شمس‌آبادی، نبش خ عباس‌آباد و پارس                                                                            | ۱۳۱۱۴     | ۱۳۸۴/۰۵/۲۲ |       |
| ۴۳۳  | آب‌انبار دربه هرند                          |       | پهلوی                       | شهرستان اصفهان، بخش جلگه، شهرهرند، چهار راه شهید امینی، خ امام خمینی                                                 | ۱۳۳۸۴     | ۱۳۸۴/۰۵/۲۵ |       |
| ۴۳۴  | خانه عماد السادات                          |       | قاجار                       | شهرستان اصفهان، بخش جلگه، دهستان امامزاده عبدالعزیز، روستای قهی، محله بالا، مجاورآب انبار حاج مختار                  | ۱۳۵۸۶     | ۱۳۸۴/۰۷/۲۳ |       |
| ۴۳۵  | خانه ملا ابراهیم                           |       | قاجار                       | شهرستان اصفهان، بخش جلگه، دهستان امامزاده عبدالعزیز، روستای قهی، مجاور مزرعه اسپیداب                                 | ۱۳۵۸۷     | ۱۳۸۴/۰۷/۲۳ |       |
| ۴۳۶  | زیارتگاه پیر شمس الدین                     |       | اوایل صفوی - قاجار          | شهرستان اصفهان، بخش جلگه، دهستان امامزاده عبدالعزیز، مزرعه باغ ول، ۳ کیلومتری جنوب روستای قهی                        | ۱۳۵۸۸     | ۱۳۸۴/۰۷/۲۳ |       |
| ۴۳۷  | امامزاده عبدالواحد قهی                     |       | ساسانی - ایلخانی            | شهرستان اصفهان، بخش جلگه، دهستان امامزاده عبدالعزیز، روستای قهی محله بالا                                            | ۱۳۵۸۹     | ۱۳۸۴/۰۷/۲۳ |       |
| ۴۳۸  | خانه آخوند کمال                            |       | قاجار                       | شهرستان اصفهان، بخش جلگه، دهستان امامزاده عبدالعزیز، روستای قهی، محله بالا، ضلع شرقی امامزاده عبدالواحد              | ۱۳۵۹۰     | ۱۳۸۴/۰۷/۲۳ |       |
| ۴۳۹  | مسجد حاج خان                               |       | قاجار                       | شهرستان اصفهان، بخش جلگه، دهستان امامزاده عبدالعزیز، روستای قهی، محله مقنی‌ها                                         | ۱۳۵۹۱     | ۱۳۸۴/۰۷/۲۳ |       |
| ۴۴۰  | خانه رستم                                  |       | قاجار                       | شهرستان اصفهان، بخش جلگه، دهستان امامزاده عبدالعزیز، روستای قهی، ضلع شمالی قلعه شیخ محله بالا                        | ۱۳۵۹۲     | ۱۳۸۴/۰۷/۲۳ |       |
| ۴۴۱  | مسجد دوازده امام                           |       | قاجار                       | شهرستان اصفهان، بخش جلگه، دهستان امامزاده عبدالعزیز، شمال شرقی روستای قهی                                            | ۱۳۵۹۳     | ۱۳۸۴/۰۷/۲۳ |       |
| ۴۴۲  | خانه حاج رجبعلی                            |       | قاجار                       | شهرستان اصفهان، بخش جلگه، دهستان امامزاده عبدالعزیز، روستای قهی، ضلع شرقی حسینیه پایین                               | ۱۳۵۹۴     | ۱۳۸۴/۰۷/۲۳ |       |
| ۴۴۳  | خانه لقمان                                 |       | قاجار                       | شهرستان اصفهان، بخش جلگه، دهستان امامزاده عبدالعزیز، جنوب روستای قهی، محله پایین                                     | ۱۳۵۹۵     | ۱۳۸۴/۰۷/۲۳ |       |
| ۴۴۴  | مسجد سادات هرند                            |       | صفوی                        | هرند، خ امامزاده اسحاق، خ بین الحرمین، روبروی حسینیه قدس                                                             | ۱۳۵۹۸     | ۱۳۸۴/۰۷/۲۳ |       |
| ۴۴۵  | روستای تاریخی قهی                          |       | متاخر اسلامی                | شهرستان اصفهان بخش جلگه، ۱۱ کیلومتری جنوب غربی کوهپایه، ۷ کیلومتری غرب هرند                                          | ۱۳۶۰۰     | ۱۳۸۴/۰۷/۲۳ |       |
| ۴۴۶  | قلعه خیرآباد قهی                           |       | قاجاریه                     | شهرستان اصفهان، بخش جلگه، دهستان عبدالعزیز، ده کیلومتری روستای قهی                                                   | ۱۳۶۱۰     | ۱۳۸۴/۰۸/۱۵ |       |
| ۴۴۷  | خانه طغرلیان                               |       | قاجاریه - پهلوی             | اصفهان، خ عبدالرزاق، بازارچه حاج محمد جعفر، بن‌بست فشارکی، پلاک جنوبی خانه تدینی                                      | ۱۳۶۱۴     | ۱۳۸۴/۰۸/۱۵ |       |
| ۴۴۸  | خانه سمائیان                               |       | صفوی - قاجاریه - پهلوی      | اصفهان، خ عبدالرزاق، خ حکیم، کوچه باغ قلندرها، جنب سرای امیر                                                         | ۱۳۶۱۵     | ۱۳۸۴/۰۸/۱۵ |       |
| ۴۴۹  | شرکت دکتر داروئی                           |       | اواخرقاجاریه - اوایل پهلوی  | اصفهان، خ سپه، کوچه تلفنخانه، کوچه سردار جنگ، پ ۴۳                                                                   | ۱۳۶۱۶     | ۱۳۸۴/۰۸/۱۵ |       |
| ۴۵۰  | خانه سوکیاس ۲                              |       | صفوی                        | اصفهان، خ حکیم نظامی، کوچه سنگتراشها، محله تبریزیها، جنب خانه تاریخی سوکیاس ۱                                        | ۱۳۶۱۷     | ۱۳۸۴/۰۸/۱۵ |       |
| ۴۵۱  | خانه عطاءالملک دهش                         |       | قاجاریه                     | اصفهان، چهارراه قصر، خ شمس‌آبادی، کوچه دهش                                                                            | ۱۳۶۲۳     | ۱۳۸۴/۰۸/۱۵ |       |
| ۴۵۲  | خانه ناصری                                 |       | قاجاریه                     | اصفهان، خ ابن سینا، کوچه شهید ذاکر اصفهانی، پ ۲۸۷                                                                    | ۱۳۶۲۵     | ۱۳۸۴/۰۸/۱۵ |       |
| ۴۵۳  | مسجد جامع کوهپایه                          |       | سلجوقیان                    | کوهپایه، خ امام خمینی                                                                                                | ۱۳۶۴۷     | ۱۳۸۴/۰۸/۱۵ |       |
| ۴۵۴  | برج کبوتر مولنجان                          |       | صفوی                        | اصفهان، اتوبان فرودگاه، پل هوائی دوم، دهستان قهاب، قریه مولنجان، کنار نهر مولنجان                                    | ۱۳۶۴۸     | ۱۳۸۴/۰۸/۱۵ |       |
| ۴۵۵  | خانه کیمیاگری                              |       | صفوی - قاجار                | اصفهان، خ ابن سینا، کوچه ارشاد، روبه روی خانه نواب صفوی                                                              | ۱۳۶۴۹     | ۱۳۸۴/۰۸/۱۵ |       |
| ۴۵۶  | خانه کازرونی                               |       | پهلوی اول                   | شهرستان اصفهان، بخش مرکزی، خ حکیم، ابتدای کازرونی، مقابل تالار فرش، پ ۱۴                                             | ۱۳۷۷۵     | ۱۳۸۴/۰۸/۲۵ |       |
| ۴۵۷  | خانه نادری                                 |       | زندیه - قاجاریه             | شهر خوراسگان، خ اباذر، کوچه روبروی مسجد اباذر، مجموعه خانه‌های خان                                                    | ۱۴۰۴۸     | ۱۳۸۴/۱۱/۰۹ |       |
| ۴۵۸  | خانه اقدس کازرونی                          |       | پهلوی اول                   | شهر اصفهان، خ سپه، ک تلفنخانه، کوچه کازرونی، پ ۱۵                                                                    | ۱۴۱۵۳     | ۱۳۸۴/۱۱/۰۹ |       |
| ۴۵۹  | خانه زریاب                                 |       | صفوی                        | شهر اصفهان، خ حکیم نظامی، خ سنگتراشها، مقابل کلیسای کاتولیکها                                                        | ۱۴۱۵۵     | ۱۳۸۴/۱۱/۰۹ |       |
| ۴۶۰  | حمام حاج بنان                              |       | صفویه - قاجاریه             | شهر اصفهان، خ حافظ، چهارراه کرمانی کوچه میر عماد، نزدیک مسجد ظلمات                                                   | ۱۴۱۵۶     | ۱۳۸۴/۱۱/۰۹ |       |
| ۴۶۱  | ساختمان آموزش و پرورش استان اصفهان         |       | اوایل پهلوی                 | اصفهان، خ هشت بهشت، ساختمان اداره کل آموزش و پرورش استان اصفهان                                                      | ۱۴۱۶۰     | ۱۳۸۴/۱۱/۰۹ |       |
| ۴۶۲  | خانه فصیحی بزرگ                            |       | قاجار                       | شهر هرند، خ ۲۲ بهمن، خ امامزاده اسحق                                                                                 | ۱۴۱۶۲     | ۱۳۸۴/۱۱/۰۹ |       |
| ۴۶۳  | خانه خاکسار                                |       | قاجار                       | شهر هرند، خ ۲۲ بهمن، خ اسحق هرند                                                                                     | ۱۴۱۶۳     | ۱۳۸۴/۱۱/۰۹ |       |
| ۴۶۴  | خانه تقی حاج ابراهیم                       |       | قاجاریه                     | شهرستان اصفهان، بخش جلگه، روستای قهی محله بالا، مجاور قلعه شیخ                                                       | ۱۴۱۶۹     | ۱۳۸۴/۱۱/۰۹ |       |
| ۴۶۵  | خانه ملا علی خان میرپنج                    |       | اواخر قاجاریه               | شهرستان اصفهان، بخش جرقویه سفلی، دهستان سفلی، روستای گنج‌آباد                                                         | ۱۴۱۷۹     | ۱۳۸۴/۱۱/۰۹ |       |
| ۴۶۶  | خانه ریاحی                                 |       | قاجاریه                     | محمدآباد، خ جهاد، خ شهدا، کوچه شهیدمعتمدی                                                                            | ۱۴۱۸۰     | ۱۳۸۴/۱۱/۰۹ |       |
| ۴۶۷  | خانه شیخ جواهری                            |       | قاجاریه                     | کوهپایه، خ امام خمینی، محله شترخان، کوچه گرمابه                                                                      | ۱۴۱۸۳     | ۱۳۸۴/۱۱/۰۹ |       |
| ۴۶۸  | امامزاده عبدالمظفر                         |       | ایلخانی - قاجار             | شهرستان اصفهان، بخش جرقویه سفلی، دهستان جرقویه سفلی، روستای سیان                                                     | ۱۴۱۹۸     | ۱۳۸۴/۱۱/۰۹ |       |
| ۴۶۹  | مسجد زعفرانی                               |       | صفویه                       | کوهپایه، خ بهشتی، خ امام خمینی، کوچه آوینه، جنب کاروانسرای آجری                                                      | ۱۴۲۰۰     | ۱۳۸۴/۱۱/۰۹ |       |
| ۴۷۰  | برج کبوتر محمدآباد                         |       | قاجاریه                     | محمدآباد، خ شهرداری، انتهای کوچه شهید محمد عرب جعفری                                                                 | ۱۴۲۱۸     | ۱۳۸۴/۱۱/۰۹ |       |
| ۴۷۱  | کاروان‌سرای آجری                            |       | صفوی                        | کوهپایه، خ بهشتی، خ امام خمینی کوچه آدینه                                                                            | ۱۴۲۱۹     | ۱۳۸۴/۱۱/۰۹ |       |
| ۴۷۲  | مسجد آفاران                                |       | اواخر قاجاری                | اصفهان، اتوبان شهید خرازی، خ صمدیه غربی                                                                              | ۱۴۲۲۰     | ۱۳۸۴/۱۱/۰۹ |       |
| ۴۷۳  | خانه سرهنگ                                 |       | قاجاریه                     | محمدآباد، خ شهربازی، داخل قلعه قدیمی شهر                                                                             | ۱۴۲۲۱     | ۱۳۸۴/۱۱/۰۹ |       |
| ۴۷۴  | حمام محله پائین محمدآباد                   |       | قاجار                       | محمدآباد، خ جهاد، کوچه مسجد جامع                                                                                     | ۱۴۲۲۲     | ۱۳۸۴/۱۱/۰۹ |       |
| ۴۷۵  | قلعه شاه دژ                                |       | ساسانی                      | شهر اصفهان، پارک کوهستانی صفه، قله کوه صفه                                                                           | ۱۴۲۸۰     | ۱۳۸۴/۱۱/۰۹ |       |
| ۴۷۶  | مسجدفارفان                                 |       | سلجوقی تا صفوی              | شهرستان اصفهان، بخش بن رود، شهر ورزنه، روستای فارفان، دهستان رودشت شرقی                                              | ۱۴۳۹۵     | ۱۳۸۴/۱۲/۱۶ |       |
| ۴۷۷  | خانه نجمی پور                              |       | ا وایل پهلوی                | شهراصفهان، خ شهید بهشتی، مقابل مسافر خانه امید                                                                       | ۱۴۳۹۷     | ۱۳۸۴/۱۲/۱۶ |       |
| ۴۷۸  | آب‌انبار حاج محمد جعفر                      |       | قاجار                       | شهرکوهپایه، خ امام خمینی، مسجد جامع کوهپایه                                                                          | ۱۴۳۹۸     | ۱۳۸۴/۱۲/۱۶ |       |
| ۴۷۹  | آب‌انبار حاج محمد جعفر                      |       | قاجار                       | غرب شهر ورزنه، میانه بافت شهر                                                                                        | ۱۴۴۰۲     | ۱۳۸۴/۱۲/۱۶ |       |
| ۴۸۰  | آسیاب و کوشک ناژوان                        |       | اواسط قاجار                 | شهراصفهان، امتداد اتوبان شهید خرازی، خ ناژوان، شمال پل مارنان                                                        | ۱۴۴۰۶     | ۱۳۸۴/۱۲/۱۶ |       |
| ۴۸۱  | خانه غفوری                                 |       | قاجار                       | شهرورزنه، خ اسفه ای، روبروی مدرسه اسفه‌ای                                                                             | ۱۴۴۲۷     | ۱۳۸۴/۱۲/۱۶ |       |
| ۴۸۲  | آب‌انبار حاج میرزا                          |       | قاجار                       | غرب شهر ورزنه، داخل بافت شهر                                                                                         | ۱۴۴۳۵     | ۱۳۸۴/۱۲/۱۶ |       |
| ۴۸۳  | قلعه و آب‌انبار کمال بیک                    |       | قاجار                       | شهرستان اصفهان، بخش کوهپایه، دهستان جبل، مرکز روستای کمال بیک                                                        | ۱۴۴۳۶     | ۱۳۸۴/۱۲/۱۶ |       |
| ۴۸۴  | آب‌انبار اشکهران                            |       | قاجار                       | شهرستان اصفهان، بخش بن رود، غرب شهر ورزنه، میان بافت روستای اشکهران                                                  | ۱۴۴۳۷     | ۱۳۸۴/۱۲/۱۶ |       |
| ۴۸۵  | خانه ست یسائیان                            |       | صفویه                       | شهراصفهان، خ حکیم نظامی، ک سنگتراشها، روبروی کلیسای کاتولیکها، جنب مکتب زریاب، پ۱۵۴                                  | ۱۴۸۸۴     | ۱۳۸۴/۱۲/۱۶ |       |
| ۴۸۶  | خانه صیرفیان                               |       | پهلوی                       | شهراصفهان، خ مطهری، نبش خ اردیبهشت، پ ۱۵۹                                                                            | ۱۴۸۸۶     | ۱۳۸۴/۱۲/۱۶ |       |
| ۴۸۷  | خانه استاد رحیم اصفهانی                    |       | پهلوی                       | شهراصفهان، خ طالقانی، ک مسجد رحیم خان، مقابل درب شرقی مسجد رحیم خان                                                  | ۱۴۸۸۹     | ۱۳۸۴/۱۲/۱۶ |       |
| ۴۸۸  | خانه افتاده                                |       | صفویه - قاجاریه             | شهراصفهان، خ نشاط، ک شهید حمید رضا بحرینی، پ ۲۵                                                                      | ۱۴۹۰۸     | ۱۳۸۴/۱۲/۱۶ |       |
| ۴۸۹  | خانه قویسی                                 |       | قاجار                       | شهرستان اصفهان، بخش مرکزی، خ عبدالرزاق، کوچه حاج محمد جعفر، پ ۱۸                                                     | ۱۴۹۱۷     | ۱۳۸۴/۱۲/۱۶ |       |
| ۴۹۰  | حمام روغنی                                 |       | قاجار                       | شهراصفهان، خ شریف واقفی، کوچه شهید رحمانی، پ ۲۸                                                                      | ۱۴۹۳۸     | ۱۳۸۴/۱۲/۱۶ |       |
| ۴۹۱  | برج کبوتر حاج محمد بدیعی                   |       | قاجاریه                     | شهرستان اصفهان، بخش مرکزی، دهستان قهاب جنوبی، روستای گورت، در محدوده کشتزارها                                        | ۱۵۱۶۴     | ۱۳۸۴/۱۲/۲۴ |       |
| ۴۹۲  | برج کبوتر حاج عبدالحیدر قلعه               |       | قاجاریه                     | شهرستان اصفهان، بخش مرکزی، دهستان قهاب جنوبی، روستای گورت، در محدوده صحرای بین ده                                    | ۱۵۱۶۵     | ۱۳۸۴/۱۲/۲۴ |       |
| ۴۹۳  | برج کبوتر خانه حسین شیخ                    |       | قاجاریه                     | شهرستان اصفهان، بخش مرکزی، دهستان قهاب جنوبی، روستای گورت، در محدوده صحرای بین ده                                    | ۱۵۱۶۶     | ۱۳۸۴/۱۲/۲۴ |       |
| ۴۹۴  | برج کبوتر حاج ناصر بدیعی (برج تابوتچی)     |       | قاجاریه                     | شهرستان اصفهان، بخش مرکزی، دهستان قهاب جنوبی، روستای گورت، محدوده کشتزارها                                           | ۱۵۱۶۷     | ۱۳۸۴/۱۲/۲۴ |       |
| ۴۹۵  | برج کبوتر میرزا غلامحسین بدیعی             |       | قاجاریه                     | شهرستان اصفهان، بخش مرکزی، دهستان قهاب جنوبی، روستای گورت، بین محدوده کشتزارها                                       | ۱۵۱۶۸     | ۱۳۸۴/۱۲/۲۴ |       |
| ۴۹۶  | برج کبوتر باغ پیازوقفی                     |       | قاجاریه                     | شهرستان اصفهان، بخش مرکزی، دهستان قهاب جنوبی، روستای گورت، در محدوده صحرای بین ده                                    | ۱۵۱۶۹     | ۱۳۸۴/۱۲/۲۴ |       |
| ۴۹۷  | برج کبوتر عبدالحمید بدیعی                  |       | قاجاریه                     | شهرستان اصفهان، بخش مرکزی، دهستان قهاب جنوبی، روستای گورت، محدوده کشتزارهای صحرای چاه بالا                           | ۱۵۱۷۰     | ۱۳۸۴/۱۲/۲۴ |       |
| ۴۹۸  | برج کبوتر حاج عبدالحسین بدیعی              |       | قاجاریه                     | شهرستان اصفهان، بخش مرکزی، دهستان قهاب جنوبی، روستای گورت، محدوده کشتزارهای صحرای چاه بالا                           | ۱۵۱۷۱     | ۱۳۸۴/۱۲/۲۴ |       |
| ۴۹۹  | برج کبوتر عبدالمجید بدیعی                  |       | قاجاریه                     | شهرستان اصفهان، بخش مرکزی، دهستان قهاب جنوبی، روستای گورت، درمحدوده کشتزارها                                         | ۱۵۱۷۲     | ۱۳۸۴/۱۲/۲۴ |       |
| ۵۰۰  | برج کبوتر حاج میرزا حسین بدیعی             |       | قاجاریه                     | شهرستان اصفهان، بخش مرکزی، دهستان قهاب جنوبی، روستای گورت، محدوده کشتزارهای صحرای چاه بالا                           | ۱۵۱۷۳     | ۱۳۸۴/۱۲/۲۴ |       |
| ۵۰۱  | برج کبوتر حاج احمد حاج ملا عباس            |       | قاجاریه                     | شهرستان اصفهان، بخش مرکزی، دهستان قهاب جنوبی، روستای گورت، محدوده کشتزارها                                           | ۱۵۱۷۴     | ۱۳۸۴/۱۲/۲۴ |       |
| ۵۰۲  | برج کبوتر حاج حیدر                         |       | قاجاریه                     | شهرستان فلاورجان، بخش مرکزی، دهستان زاز ران، روستای هویه                                                             | ۱۵۱۷۵     | ۱۳۸۴/۱۲/۲۴ |       |
| ۵۰۳  | برج کبوتر حاج میرزا محمد بدیعی             |       | قاجاریه                     | شهرستان اصفهان، بخش مرکزی، دهستان قهاب جنوبی، روستای گورت، محدوده کشتزارهای صحرای چاه بالا                           | ۱۵۱۷۶     | ۱۳۸۴/۱۲/۲۴ |       |
| ۵۰۴  | خانه هنرمندان                              |       | پهلوی                       | شهراصفهان، خ آبشار، حد فاصل پل بزرگمهر و پل خواجو                                                                    | ۱۵۱۸۰     | ۱۳۸۴/۱۲/۲۴ |       |
| ۵۰۵  | خانه طبیب زاده                             |       | صفوی                        | شهر اصفهان، خ‌هاتف، ک شهید شهشهان، بازارچه سرپوشیده کلانتر، ک آقا مرتضی، پ ۱۵                                         | ۱۵۱۸۲     | ۱۳۸۴/۱۲/۲۴ |       |
| ۵۰۶  | خانه همت یار                               |       | قاجاریه - پهلوی             | شهر اصفهان، خ ابن سینا، ک پاگلدسته، ک جلوخان، پ ۳۵۱                                                                  | ۱۵۱۸۳     | ۱۳۸۴/۱۲/۲۴ |       |
| ۵۰۷  | حرم راس الرضا                              |       | اوایل صفویه - معاصر         | شهر اصفهان، میدان قدس (طوقچی)، جنوب فلکه طوقچی                                                                       | ۱۵۱۸۵     | ۱۳۸۴/۱۲/۲۴ |       |
| ۵۰۸  | مکتب خانه ابو سعید ابوالخیر                |       | سلجوقی                      | شهرستان اصفهان، بخش بن رود، دهستان رویدشت شرقی، روستای ابوالخیر                                                      | ۱۵۱۸۷     | ۱۳۸۴/۱۲/۲۴ |       |
| ۵۰۹  | خانقاه علی ابن سهل                         |       | اوایل اسلام - قاجاریه       | شهر اصفهان، شمال شرقی میدان قدس (طوقچی)، پشت مصلی طوقچی                                                              | ۱۵۱۸۸     | ۱۳۸۴/۱۲/۲۴ |       |
| ۵۱۰  | بقعه صاحب ابن عباد                         |       | آل بویه - پهلوی             | شهر اصفهان، میدان قدس (طوقچی)، روبروی مسجد صاحب ابن عباد                                                             | ۱۵۱۸۹     | ۱۳۸۴/۱۲/۲۴ |       |
| ۵۱۱  | حمام دردشت (آقا مؤمن)                      |       | صفویه                       | شهراصفهان، خ ابن سینا، بازارچه دردشت، محله دردشت مقابل مسجد                                                          | ۱۵۱۹۲     | ۱۳۸۴/۱۲/۲۴ |       |
| ۵۱۲  | عمارت چهارصفه                              |       | قاجاریه                     | شهرستان اصفهان، بخش گرگویه سفلی، دهستان علیا، مرکز روستای حسین‌آباد                                                   | ۱۵۴۱۷     | ۱۳۸۵/۰۳/۱۷ |       |
| ۵۱۳  | قلعه مزرعه عرب                             |       | قاجار                       | شهرستان اصفهان، بخش جرقویه سفلی، دهستان علیا، ده ک. م خاوری نیک آباد، روستای مزرعه عرب                               | ۱۵۴۲۱     | ۱۳۸۵/۰۳/۱۷ |       |
| ۵۱۴  | خانه رسول حسینی                            |       | زندیه - قاجاریه             | شهر خوراسگان، خ ابوذر، ک شهید عطائی، ک روبروی مسجدابوذر، کوچه خان                                                    | ۱۵۴۲۳     | ۱۳۸۵/۰۳/۱۷ |       |
| ۵۱۵  | خانه مارکار نادر                           |       | صفوی - قاجاریه              | شهراصفهان، خ حکیم نظامی، کوچه سنگتراشها، محله تبریزیها، نبش کوچه محمد حسن مستاجران، مقابل دانشگاه هنر                | ۱۵۴۴۶     | ۱۳۸۵/۰۳/۱۷ |       |
| ۵۱۶  | تکیه گرک یراق                              |       | صفویه - پهلوی               | شهر اصفهان، خ عبدالرزاق، خ حکیم، کوجه حکیم داوود، انتهای بن‌بست شفیعیون                                               | ۱۶۲۰۴     | ۱۳۸۵/۰۸/۲۴ |       |
| ۵۱۷  | مسجد جامع پیکان                            |       | صفویه                       | شهرستان اصفهان، بخش جرقویه سفلی، دهستان جرقویه وسطی، مرکز روستای پیکان                                               | ۱۶۲۰۶     | ۱۳۸۵/۰۸/۲۴ |       |
| ۵۱۸  | مسجد پاسکو                                 |       | سلجوقی                      | شهرستان اصفهان، بخش جرقویه سفلی، دهستان جرقویه وسطی، ابتدای بازار قدیمی روستای پیکان                                 | ۱۶۲۰۹     | ۱۳۸۵/۰۸/۲۴ |       |
| ۵۱۹  | مسجد جامع رحیم‌آباد                         |       | صفویه                       | شهرستان اصفهان، بخش مرکزی، دهستان برا آن جنوبی، روستای رحیم آباد                                                     | ۱۶۲۲۹     | ۱۳۸۵/۰۸/۲۴ |       |
| ۵۲۰  | مسجد علی ابن ابیطالب                       |       | قاجاریه                     | شهرستان اصفهان، بخش جرقویه سفلی، دهستان جرقویه وسطی، روستای پیکان                                                    | ۱۶۲۳۰     | ۱۳۸۵/۰۸/۲۴ |       |
| ۵۲۱  | خانه خاکی                                  |       | پهلوی                       | شهر اصفهان، میدان نقش جهان، کوچه شهید حسن کلاهدوزان، جنب مسجد شیخ نطنز، بن‌بست اول، زیر ساباط                         | ۱۶۳۰۸     | ۱۳۸۵/۰۸/۲۴ |       |
| ۵۲۲  | حمام جنت                                   |       | قاجاریه                     | شهر اصفهان، خ ولیعصر، ک حمام جنت، پلاک ۲۱                                                                            | ۱۷۰۳۵     | ۱۳۸۵/۱۱/۰۸ |       |
| ۵۲۳  | برج کبوتر پیمان                            |       | قاجاریه                     | شهرستان اصفهان، بخش مرکزی، دهستان برآن جنوبی، روستای رحیم آباد                                                       | ۱۷۴۶۶     | ۱۳۸۵/۱۲/۰۶ |       |
| ۵۲۴  | برج کبوتر محسن پور اژیه                    |       | قاجاریه                     | شهرستان اصفهان، بخش جلگه، شمال شرقی شهر اژیه، مزارع ساحل زاینده رود                                                  | ۱۷۴۷۶     | ۱۳۸۵/۱۲/۰۶ |       |
| ۵۲۵  | مقبره ساروتقی                              |       | صفویه - قاجاری              | شهر اصفهان، خیابان کمال، نبش کوچه لت                                                                                 | ۱۷۴۷۷     | ۱۳۸۵/۱۲/۰۶ |       |
| ۵۲۶  | برج کبوتر زین العابدین اژیه                |       | قاجاریه                     | شهرستان اصفهان، بخش جلگه، شهر اژیه، مزارع ساحل زاینده رود و شمال غربی شهر                                            | ۱۷۴۷۸     | ۱۳۸۵/۱۲/۰۶ |       |
| ۵۲۷  | حمام درب امام                              |       | صفویه - قاجاریه             | شهر اصفهان، خیابان عبدالزراق، کوچه درب قصر، کوچه شهید بنی لوحی، جنب آستانه درب امام                                  | ۱۷۴۸۴     | ۱۳۸۵/۱۲/۰۶ |       |
| ۵۲۸  | کوشک مشیر فاطمی                            |       | اواخر قاجاریه               | شهر اصفهان، خیابان زینبیه جنوبی، پارک باغوشخانه                                                                      | ۱۷۸۰۹     | ۱۳۸۵/۱۲/۱۴ |       |
| ۵۲۹  | مدرسه راهنمایی و دبیرستان پسرانه کاتارینان |       | قاجاریه                     | شهر اصفهان، خیابان حکیم نظامی، کوچه سنگتراشها، کوچه شکرچیان                                                          | ۱۷۸۱۲     | ۱۳۸۵/۱۲/۱۴ |       |
| ۵۳۰  | دبیرستان و هنرستان دخترانه کاتارینان       |       | قاجاریه                     | شهر اصفهان، خیابان حکیم نظامی، کوچه سنگتراشها، کوچه شکرچیان                                                          | ۱۷۸۱۳     | ۱۳۸۵/۱۲/۱۴ |       |
| ۵۳۱  | قلعه خان‌آباد                               |       | قاجاریه                     | شهرستان اصفهان، بخش جلگه، دهستان امامزاده عبدالعزیز، روستای قهی، مزرعه خان آباد                                      | ۱۷۸۱۴     | ۱۳۸۵/۱۲/۱۴ |       |
| ۵۳۲  | خانه نجفی                                  |       | قاجاریه                     | شهر اصفهان، خیابان نشاط، بازارچه حسن‌آباد، کوچه قصرمنشی، جنب تکیه مسگرها، پلاک ۹                                      | ۱۸۰۹۸     | ۱۳۸۵/۱۲/۲۰ |       |
| ۵۳۳  | خانه علافچیان                              |       | قاجاریه                     | شهر اصفهان، خیابان ولی عصر، کوچه اژه ای، بن‌بست نسترن                                                                 | ۱۸۱۰۰     | ۱۳۸۵/۱۲/۲۰ |       |
| ۵۳۴  | خانه فدائی                                 |       | قاجاریه                     | شهر اصفهان، خیابان نشاط، بازارچه حسن‌آباد، مجاور مسجد ساروتقی، پلاک ۱۳۸                                               | ۱۸۱۰۱     | ۱۳۸۵/۱۲/۲۰ |       |
| ۵۳۵  | خانه دهدشتی                                |       | قاجاریه                     | شهراصفهان، چهار باغ عباسی، دروازه دولت، خ مسجد باب الرحمه کوچه جهان‌نما، انتهای بن‌بست دهدشتی، پلاک ۱۱۰                | ۱۸۱۰۲     | ۱۳۸۵/۱۲/۲۰ |       |
| ۵۳۶  | سرای حاج میرزا (توتی)                      |       | صفویه - قاجاریه             | شهر اصفهان، میدان نقش جهان، بازار لوافها، کوچه چاه حاج میرزا                                                         | ۱۸۱۰۳     | ۱۳۸۵/۱۲/۲۰ |       |
| ۵۳۷  | خانه حیدر قاسم                             |       | قاجاریه                     | شهرستان اصفهان، بخش جلگه، دهستان امامزاده عبدالعزیز، روستای قهی                                                      | ۱۸۱۰۴     | ۱۳۸۵/۱۲/۲۰ |       |
| ۵۳۸  | برج کبوتر اژیه                             |       | قاجاریه                     | شهرستان اصفهان، بخش جلگه، شهر اژیه، جنب بلوار امامزاده                                                               | ۱۸۱۰۹     | ۱۳۸۵/۱۲/۲۰ |       |
| ۵۳۹  | خانه براتی                                 |       | قاجاریه - پهلوی             | شهر اصفهان، خیابان ابن سینا، کوچه سنبلستان، صحن شمالی درب امام، پلاک۲                                                | ۱۸۱۱۰     | ۱۳۸۵/۱۲/۲۰ |       |
| ۵۴۰  | خانه سهرابی                                |       | قاجاریه                     | شهر اصفهان، منطقه رهنان، خیابان اباذر، بن‌بست شهید احمد عسگری                                                         | ۱۸۱۱۱     | ۱۳۸۵/۱۲/۲۰ |       |
| ۵۴۱  | خانه آذرپور (یقینی)                        |       | قاجاریه - پهلوی             | شهر اصفهان محله در دشت، خیابان ابن سینا، کوچه ارشاد، بن‌بست اول، سمت چپ                                               | ۱۸۱۱۲     | ۱۳۸۵/۱۲/۲۰ |       |
| ۵۴۲  | خانه پرچم                                  |       | قاجاریه - پهلوی             | شهر اصفهان، میدان قیام، کوچه پشت مسجد جامع، بن‌بست عصارها، پلاک۴۴                                                     | ۱۸۱۱۳     | ۱۳۸۵/۱۲/۲۰ |       |
| ۵۴۳  | خانه اعتباریان                             |       | قاجاریه                     | شهرستان اصفهان، بخش مرکزی، شهر خوراسگان، خیابان مسجد علی، بن‌بست شهید افعانی، پلاک ۵۳                                 | ۱۸۱۱۷     | ۱۳۸۵/۱۲/۲۰ |       |
| ۵۴۴  | مغازه قنادی شکرچیان                        |       | پهلوی                       | شهر اصفهان، خیابان حکیم نظامی، کوچه سنگتراشها، چهارراه شکرچیان                                                       | ۱۸۳۸۹     | ۱۳۸۵/۱۲/۲۸ |       |
| ۵۴۵  | مجموعه برجهای کبوتر اژیه                   |       | قاجاریه                     | شهرستان اصفهان، بخش جلگه، شهر اژیه، مزارع ساحل زاینده رود                                                            | ۱۸۷۶۰     | ۱۳۸۵/۱۲/۲۸ |       |
| ۵۴۶  | خانه حاج آقا منیر صادقی                    |       | صفویه                       | شهر اصفهان، خیابان احمدآباد، کوچه لت احمدآباد، کوچه ولی ا.. مشبکی، پلاک ۲۸                                           | ۱۸۷۶۶     | ۱۳۸۵/۱۲/۲۸ |       |
| ۵۴۷  | کنیسه ملا داوید                            |       | قاجاریه                     | شهر اصفهان، محله جوباره، خیابان کمال، مقابل مقبره کمال الدین اسماعیل                                                 | ۱۹۰۳۶     | ۱۳۸۶/۰۲/۲۰ |       |
| ۵۴۸  | کنیسه ملانیسان                             |       | اواخر قاجاریه               | شهر اصفهان، محله جوباره، میدان قیام، بازار غاز، نرسیده به چهارراه ماهی فروشان                                        | ۱۹۰۳۷     | ۱۳۸۶/۰۲/۲۰ |       |
| ۵۴۹  | کنیسه جماعتی                               |       | قاجاریه                     | شهر اصفهان، محله جوباره، خ کمال، بن‌بست مقبره                                                                         | ۱۹۰۳۸     | ۱۳۸۶/۰۲/۲۰ |       |
| ۵۵۰  | کنیسه بزرگ                                 |       | قاجاریه                     | شهر اصفهان، محله جوباره، خیابان کمال، حد فاصل چهاراه ماهی فروشان، خیابان کمال، ابتدای بن‌بست مقبره                    | ۱۹۰۳۹     | ۱۳۸۶/۰۲/۲۰ |       |
| ۵۵۱  | کنیسه حاج الیاهو                           |       | قاجاریه                     | شهر اصفهان، محله جوباره، کوچه شهید کاظم خانعلی، بن‌بست حاج الیاهو                                                     | ۱۹۰۴۰     | ۱۳۸۶/۰۲/۲۰ |       |
| ۵۵۲  | خانه بدیع الصنایع                          |       | اواخر قاجاریه               | شهر اصفهان، خیابان ابن سینا، کوچه کدخدائی، جنب خانه روحانی، پلاک۵۱                                                   | ۱۹۰۴۳     | ۱۳۸۶/۰۲/۲۰ |       |
| ۵۵۳  | خانه حبیب‌آبادی                             |       | قاجاریه                     | شهر اصفهان، خیابان ابن سینا، کوچه کدخدائی، جنب خانه روحانی، پلاک ۵۱                                                  | ۱۹۰۴۴     | ۱۳۸۶/۰۲/۲۰ |       |
| ۵۵۴  | خانه یوسفی                                 |       | اواخر قاجاریه               | شهر اصفهان، بخش بن رود، شهر ورزنه، خیابان دکتر بهشتی، خیابان شهید فاضلی، جنب شعبه نفت سابق                           | ۱۹۰۴۵     | ۱۳۸۶/۰۲/۲۰ |       |
| ۵۵۵  | کنیسه یوسف شموئیل شمعون                    |       | قاجاریه                     | شهر اصفهان، محله جوباره، چهاراه ماهی فروشان، نرسیده به خیابان کمال                                                   | ۱۹۰۶۵     | ۱۳۸۶/۰۲/۲۰ |       |
| ۵۵۶  | کنیسه سنگ بست                              |       | اواخر قاجاریه               | شهر اصفهان، محله جوباره، خیابان کمال، کوچه سنگ بست                                                                   | ۱۹۰۶۶     | ۱۳۸۶/۰۲/۲۰ |       |
| ۵۵۷  | کنیسه ملاربی                               |       | قاجاریه                     | شهر اصفهان، محله جوباره، چهاراه ماهی فروشان، بین خیابان کمال و چهارراه ماهی فروشان، اول بن‌بست مقبره                  | ۱۹۰۶۷     | ۱۳۸۶/۰۲/۲۰ |       |
| ۵۵۸  | کنیسه کترداوید                             |       | پهلوی                       | شهر اصفهان، ضلع غربی فلکه فلسطین                                                                                     | ۱۹۰۶۸     | ۱۳۸۶/۰۲/۲۰ |       |
| ۵۵۹  | کنیسه شموئیل گلی                           |       | قاجاریه                     | شهرستان اصفهان، بخش مرکزی، شهر اصفهان، محله جوباره، چهارراه ماهی فروشان، کوچه لت فر، مقابل کوچه شیشه‌گری، بن‌بست کیوان | ۱۹۰۶۹     | ۱۳۸۶/۰۲/۲۰ |       |
| ۵۶۰  | کنیسه گلبهار                               |       | پهلوی                       | شهر اصفهان، میدان قیام، خیابان‌هارونیه، بعد از امامزاده‌هارونیه، کوچه گلبهار، جنب سرای آقا                             | ۱۹۰۷۰     | ۱۳۸۶/۰۲/۲۰ |       |
| ۵۶۱  | کنیسه موشه حیا                             |       | صفویه - قاجاریه             | شهر اصفهان، محله جوباره، چهارراه ماهی فروشان، نرسیده به خیبان کمال                                                   | ۱۹۰۷۱     | ۱۳۸۶/۰۲/۲۰ |       |
| ۵۶۲  | کنیسه شکرالله                              |       | قاجاریه                     | شهر اصفهان، محله جوباره، خیابان کمال، کوچه شهید توتونی، کوچه حمام سفید                                               | ۱۹۰۷۳     | ۱۳۸۶/۰۲/۲۰ |       |
| ۵۶۳  | کنیسه خورشیدی                              |       | صفویه - قاجاریه             | شهر اصفهان، محله جوباره، خیابان کمال، کوچه شهید افسرده                                                               | ۱۹۰۷۴     | ۱۳۸۶/۰۲/۲۰ |       |
| ۵۶۴  | کنیسه آسیابان                              |       | اواخر قاجاریه               | شهر اصفهان، محله جوباره، خیابان کمال، کوچه شهید توتونی                                                               | ۱۹۰۷۵     | ۱۳۸۶/۰۲/۲۰ |       |
| ۵۶۵  | کنیسه ملایعقوب                             |       | قاجاریه                     | شهر اصفهان، محله جوباره، خیابان کمال، جنب مقبره کمال الدین اسماعیل                                                   | ۱۹۰۷۶     | ۱۳۸۶/۰۲/۲۰ |       |
| ۵۶۶  | خانه عالم زاده                             |       | اواخر قاجاریه - اوایل پهلوی | شهر اصفهان، محله جلفا، خ حکیم نظامی، کوچه تبریزیها، کوچه جنت، پلاک ۱۰                                                | ۱۹۱۴۷     | ۱۳۸۶/۰۳/۰۳ |       |
| ۵۶۷  | مسجد جامع کفران                            |       | صفویه                       | شهرستان اصفهان، بخش بن رود، دهستان روددشت شرقی، در میانه بافت روستای کندان، خیابان مسجد جامع                         | ۱۹۱۵۲     | ۱۳۸۶/۰۳/۰۳ |       |
| ۵۶۸  | مسجد قهجاورستان                            |       | صفویه - قاجاریه             | شهرستان اصفهان، بخش مرکزی، دهستان قهاب شمالی، روستای قهجاورستان، خ انقلاب، محله باغ بزرگ                             | ۱۹۱۵۴     | ۱۳۸۶/۰۳/۰۳ |       |
| ۵۶۹  | خانه پازوکی                                |       | قاجاریه                     | شهر اصفهان، محله دردشت، خ ابن سینا، کوچه ارشاد، بن‌بست اول، سمت چپ                                                    | ۱۹۱۵۷     | ۱۳۸۶/۰۳/۰۳ |       |
| ۵۷۰  | خانه قادریان                               |       | قاجاریه                     | شهر اصفهان، خ ابن سینا، کوچه کدخدائی، جنب خانه روحانی                                                                | ۱۹۱۵۸     | ۱۳۸۶/۰۳/۰۳ |       |
| ۵۷۱  | خانه ابطحی                                 |       | صفویه - قاجاریه             | شهر اصفهان، خ ابن سینا، محله دردشت، ک میر علاء الدین، کوچه حمام قاضی، بن‌بست اول (بدون نام)                           | ۱۹۱۶۱     | ۱۳۸۶/۰۳/۰۳ |       |
| ۵۷۲  | خانه مدرس زاده                             |       | صفویه - قاجاریه             | شهر اصفهان، خیابان نشاط، حد فاصل چهارراه نقاشی و چهارراه شکرشکن، کوچه‌هاشم بیک، پلاک ۲                                | ۱۹۲۱۴     | ۱۳۸۶/۰۳/۱۳ |       |
| ۵۷۳  | خانه قورئیان                               |       | صفویه                       | شهر اصفهان، خیابان ابن سینا، محله شهشهان، کوچه شهید بصیری، بن‌بست شکوفه، صحه قورئیان                                  | ۱۹۲۱۵     | ۱۳۸۶/۰۳/۱۳ |       |
| ۵۷۴  | مسجد بهشتی نژاد                            |       | اواخر قاجاریه               | شهر اصفهان، خیابان آیت ا… کاشانی، نرسیده به چهارراه مصدق                                                             | ۱۹۲۱۹     | ۱۳۸۶/۰۳/۱۳ |       |
| ۵۷۵  | ساباط رشتیها و خانه مجاور                  |       | صفویه - قاجاریه             | شهر اصفهان، خیابان چهارباغ پائین، حد فاصل چهارراه تختی و میدان امام حسین، کوچه رشتیها، پلاک ۳                        | ۱۹۲۲۲     | ۱۳۸۶/۰۳/۱۳ |       |
| ۵۷۶  | خانه زهتاب                                 |       | قاجاریه                     | شهر اصفهان، خیابان ابن سینا، محله شهشهان، کوچه بصیری                                                                 | ۱۹۲۲۴     | ۱۳۸۶/۰۳/۱۳ |       |
| ۵۷۷  | مسجد جامع روستای دهنو                      |       | قاجاریه                     | شهرستان اصفهان، بخش مرکزی، دهستان محمودآباد، روستای دهنو، خ امام خمینی، بین کوچه شهداء و بن‌بست بهار                  | ۱۹۸۶۱     | ۱۳۸۶/۰۸/۲۲ |       |
| ۵۷۸  | مسجد تالار                                 |       | صفوی - قاجار                | شهرستان اصفهان، بخش کوهپایه، شهر کوهپایه، خ حافظ، ک مسجد تالار                                                       | ۱۹۸۶۵     | ۱۳۸۶/۰۸/۲۲ |       |
| ۵۷۹  | مسجد حاجی کفران                            |       | صفوی                        | شهرستان اصفهان، بخش بن رود، دهستان روددشت شرقی، روستای کفران، خ مسجد حاجی                                            | ۱۹۸۶۷     | ۱۳۸۶/۰۸/۲۲ |       |
| ۵۸۰  | مسجد طهمورثات                              |       | صفوی                        | شهرستان اصفهان، بخش بن رود، دهستان رود دشت شرقی، روستای طهمورثات                                                     | ۱۹۸۶۸     | ۱۳۸۶/۰۸/۲۲ |       |
| ۵۸۱  | دبیرستان هراتی                             |       | پهلوی دوم                   | شهر اصفهان، خیابان کمال اسماعیل                                                                                      | ۱۹۸۷۹     | ۱۳۸۶/۰۸/۲۲ |       |
| ۵۸۲  | مسجد شهدای ابن سینا                        |       | قاجاریه                     | شهر اصفهان، خیابان ابن سینا، کوچه کدخدا                                                                              | ۱۹۸۸۰     | ۱۳۸۶/۰۸/۲۲ |       |
| ۵۸۳  | مجموعه مسجد و مغازه‌های همجوار کریم ساقی    |       | صفویه                       | شهر اصفهان، نبش خیابان کمال، محله جوباره                                                                             | ۱۹۸۸۱     | ۱۳۸۶/۰۸/۲۲ |       |
| ۵۸۴  | آب‌انبار بلان                               |       | قاجاریه                     | شهرستان اصفهان، بخش بن رود، دهستان گاوخونی، روستای بلان، سمت جنوبی پل بلان                                           | ۲۰۰۰۵     | ۱۳۸۶/۰۸/۲۲ |       |
| ۵۸۵  | خانه اسحاق ساسون                           |       | پهلوی                       | شهر اصفهان، خ شمس‌آبادی، ک عالم آرا (بازار آزادی)، پ ۵۹                                                               | ۲۰۰۱۰     | ۱۳۸۶/۰۸/۲۲ |       |
| ۵۸۶  | حمام قاضی                                  |       | صفوی                        | شهر اصفهان، خ ابن سینا، ک میرعلاءالدین، بازارچه قاضی، جنب مسجد حاج یونس                                              | ۲۰۰۱۲     | ۱۳۸۶/۰۸/۲۲ |       |
| ۵۸۷  | خانه سیمون (کلوپ)                          |       | صفوی                        | شهر اصفهان، محله جلفا، خ نظر، خ کلیسای وانک                                                                          | ۲۰۰۱۴     | ۱۳۸۶/۰۸/۲۲ |       |
| ۵۸۸  | خانه منتظر القائم                          |       | قاجاریه                     | شهر اصفهان، خیابان مسجد سید، کوچه علی قلی آقا، پلاک ۹۰                                                               | ۲۰۰۲۳     | ۱۳۸۶/۰۸/۲۲ |       |
| ۵۸۹  | خانه متوسلان                               |       | قاجاریه                     | شهر اصفهان، خیابان مسجد سید، بازار بیدآباد، کوچه باروت کوبها                                                         | ۲۰۰۲۴     | ۱۳۸۶/۰۸/۲۲ |       |
| ۵۹۰  | خانه صارم الدوله                           |       | قاجاریه                     | شهر اصفهان، خیابان صارمیه، جنب شرکت آب فاضلاب روستائی استان                                                          | ۲۱۸۱۸     | ۱۳۸۶/۱۲/۲۶ |       |
| ۵۹۱  | مسجد قدمگاه                                |       | صفویه                       | شهرستان اصفهان، بخش کوهپایه، شهر کوهپایه، خیابان امام، مقابل مسجد جامع                                               | ۲۱۸۱۹     | ۱۳۸۶/۱۲/۲۶ |       |
| ۵۹۲  | مسجد خواجه یعقوب                           |       | صفویه                       | شهرستان اصفهان، بخش کوهپایه، شهر کوهپایه، خیابان طالقانی، کوچه مسجد خواجه                                            | ۲۱۸۲۲     | ۱۳۸۶/۱۲/۲۶ |       |
| ۵۹۳  | مجموعه میر میران                           |       | صفویه - قاجاریه             | شهرستان اصفهان، بخش بن رود، شهر ورزنه، خ دکتر بهشتی، ک شهید علی‌زاده، ک امام زاده، پلاک ۲۰۱                           | ۲۲۶۷۹     | ۱۳۸۶/۱۲/۲۷ |       |
| ۵۹۴  | حوضخانه چشمه آب گرم ورتون                  |       | صفویه                       | شهرستان اصفهان، بخش کوهپایه، دهستان زمزه، ۱۵ کیلومتری جنوب غربی روستای ورتون                                         | ۲۲۹۳۵     | ۱۳۸۷/۰۳/۰۷ |       |
| ۵۹۵  | قلعه قورتان                                |       | صفویه - قاجاریه             | شهرستان اصفهان، بخش بن رود، دهستان گاوخونی، در امتداد جاده روستای قورتان                                             | ۲۲۹۳۸     | ۱۳۸۷/۰۳/۰۷ |       |
| ۵۹۶  | مسجد حسین بن علی                           |       | صفویه                       | شهر اصفهان، خیابان سلمان فارسی، روبروی پل شهرستان، خیابان بازارچه، نبش کوچه نوروز                                    | ۲۳۰۱۳     | ۱۳۸۷/۰۵/۰۲ |       |
| ۵۹۷  | حمام حاج کاظم                              |       | قاجاریه                     | شهرستان اصفهان، بخش مرکزی، خیابان مسجد سید، کوچه شیش، کوچه باغ کلم                                                   | ۲۳۰۱۹     | ۱۳۸۷/۰۵/۰۲ |       |
| ۵۹۸  | کارگاه رنگرزی                              |       | اواسط قاجاریه               | شهرستان اصفهان، بخش مرکزی، ضلع شرقی میدان نقش جهان، راسته اصلی بین مسجد شیخ لطف ا… و بازار درب مسجد                  | ۲۳۰۲۷     | ۱۳۸۷/۰۵/۰۲ |       |
| ۵۹۹  | مسجد علی خوراسگان                          |       | قاجاریه                     | شهر اصفهان، خیابان مسجد علی، خیابان شهید محمودهادیان، جنب دبستان اتحاد                                               | ۲۳۰۳۱     | ۱۳۸۷/۰۵/۰۲ |       |
| ۶۰۰  | خانه داستانی                               |       | اواخر قاجاریه               | شهرستان اصفهان، بخش جرقویه سفلی، دهستان جرقویه وسطی، روستای حسین‌آباد                                                 | ۲۳۸۸۰     | ۱۳۸۷/۱۰/۰۱ |       |
| ۶۰۱  | خانه فخری زاده                             |       | قاجار                       | شهر اصفهان، خیابان طالقانی، خیابان عمومیها، بن‌بست فخری زاده                                                          | ۲۳۹۱۸     | ۱۳۸۷/۰۹/۱۸ |       |
| ۶۰۲  | خانه روفی ژورژیان                          |       | اواخرقاجار                  | شهرستان اصفهان، بخش مرکزی، شهر اصفهان، خیابان حکیم نظامی، کوچه سنگتراشها، جنب بن‌بست ماه، پلاک ۴۷                     | ۲۴۰۰۹     | ۱۳۸۷/۱۰/۱۵ |       |
| ۶۰۳  | مسجد جامع رامشه                            |       | قاجار                       | شهرستان اصفهان، بخش جرقویه علیا، دهستان رامشه، روستای رامشه، محله توده                                               | ۲۴۰۱۰     | ۱۳۸۷/۱۰/۱۵ |       |
| ۶۰۴  | حسینیه رامشه                               |       | صفوی - قاجار - معاصر        | شهرستان اصفهان، بخش جرقویه علیا، دهستان رامشه، روستای رامشه، محله سادات                                              | ۲۴۰۱۱     | ۱۳۸۷/۱۰/۱۵ |       |
| ۶۰۵  | مسجد حجتیه                                 |       | پهلوی                       | شهرستان اصفهان، بخش مرکزی، خیابان وحید، کوچه امیر کبیر                                                               | ۲۴۰۱۲     | ۱۳۸۷/۱۰/۱۵ |       |
| ۶۰۶  | حمام پای تالار رامشه                       |       | قاجار                       | شهرستان اصفهان، بخش جرقویه علیا، دهستان رامشه، روستای رامشه، محله توده                                               | ۲۴۰۱۵     | ۱۳۸۷/۱۰/۱۵ |       |
| ۶۰۷  | مجموعه مناره و مسجد قدیمی                  |       | صفوی و قاجار                | شهرستان اصفهان، بخش جرقویه علیا، دهستان رامشه، روستای رامشه، محله توده                                               | ۲۴۰۱۹     | ۱۳۸۷/۱۰/۱۵ |       |
| ۶۰۸  | خانه صادقی                                 |       | اواخر قاجار                 | شهرستان اصفهان، بخش جرقویه علیا، دهستان رامشه، روستای رامشه، محله سادات                                              | ۲۴۴۳۴     | ۱۳۸۷/۱۰/۱۶ |       |
| ۶۰۹  | خانه حاج حسین حسینی                        |       | قاجار                       | شهرستان اصفهان، بخش جرقویه علیا، دهستان رامشه، روستای رامشه، محله توده                                               | ۲۴۴۳۵     | ۱۳۸۷/۱۰/۱۶ |       |
| ۶۱۰  | خانه امینی                                 |       | قاجاریه                     | شهرستان اصفهان، بخش جرقویه علیا، دهستان رامشه، روستای رامشه، محله سادات                                              | ۲۴۴۳۶     | ۱۳۸۷/۱۰/۱۶ |       |
| ۶۱۱  | خانه ایلخانی                               |       | قاجار                       | شهرستان اصفهان، بخش جرقویه علیا، دهستان رامشه، روستای رامشه، محله سادات                                              | ۲۴۴۳۷     | ۱۳۸۷/۱۰/۱۶ |       |
| ۶۱۲  | مدرسه ستاره صبح                            |       | پهلوی                       | شهر اصفهان، خیابان چهارباغ عباسی، خیابان سید علی خان، پلاک ۵۵ (۱۱۶)                                                  | ۲۴۴۳۸     | ۱۳۸۷/۱۰/۱۶ |       |
| ۶۱۳  | خانه احمد رخشا                             |       | قاجار                       | شهرستان اصفهان، بخش جرقویه علیا، دهستان رامشه، روستای رامشه، محله توده                                               | ۲۴۴۴۰     | ۱۳۸۷/۱۰/۱۶ |       |
| ۶۱۴  | خانه یاوری                                 |       | قاجار                       | شهرستان اصفهان، بخش جرقویه علیا، دهستان رامشه، روستای رامشه، محله ممربالا                                            | ۲۴۴۴۱     | ۱۳۸۷/۱۰/۱۶ |       |
| ۶۱۵  | خانه کشیش گاراکین                          |       | قاجاریه                     | شهر اصفهان، محله جلفا، خ جلفا، خ حکیم نظامی، کوچه سنگفراشها، بن‌بست زیتون                                             | ۲۴۴۶۳     | ۱۳۸۷/۱۰/۱۶ |       |
| ۶۱۶  | مسجد فیزادان                               |       | قاجاریه                     | شهرستان اصفهان، بخش مرکزی، دهستان کرارج، روستای فیزادان، بافت قدیم روستا                                             | ۲۶۱۷۸     | ۱۳۸۷/۱۲/۲۶ |       |
| ۶۱۷  | خانه قدوسی                                 |       | قاجاریه                     | شهر اصفهان، خیابان طالقانی، بین خیابان اردیبهشت و خلجها، پلاک ۶۴۶                                                    | ۲۶۵۸۳     | ۱۳۸۸/۰۲/۰۱ |       |
| ۶۱۸  | خانه احمد تقا                              |       | قاجاریه                     | شهر اصفهان، خیابان خاقانی، کوچه لت استرا                                                                             | ۲۶۵۸۴     | ۱۳۸۸/۰۲/۰۱ |       |
| ۶۱۹  | خانه بخشیان                                |       | قاجاریه - پهلوی             | شهرستان اصفهان، بخش مرکزی، شهر اصفهان، خیابان ابن سینا، کوچه شهشهان، کوچه امام جمعه، پلاک ۲۳                         | ۲۶۵۹۲     | ۱۳۸۸/۰۲/۰۱ |       |
| ۶۲۰  | تالار بیستون                               |       | معاصر                       | شاهین شهر، ابتدای بلوار آزادگان                                                                                      | ۲۶۵۹۴     |            |       |